# 稲作

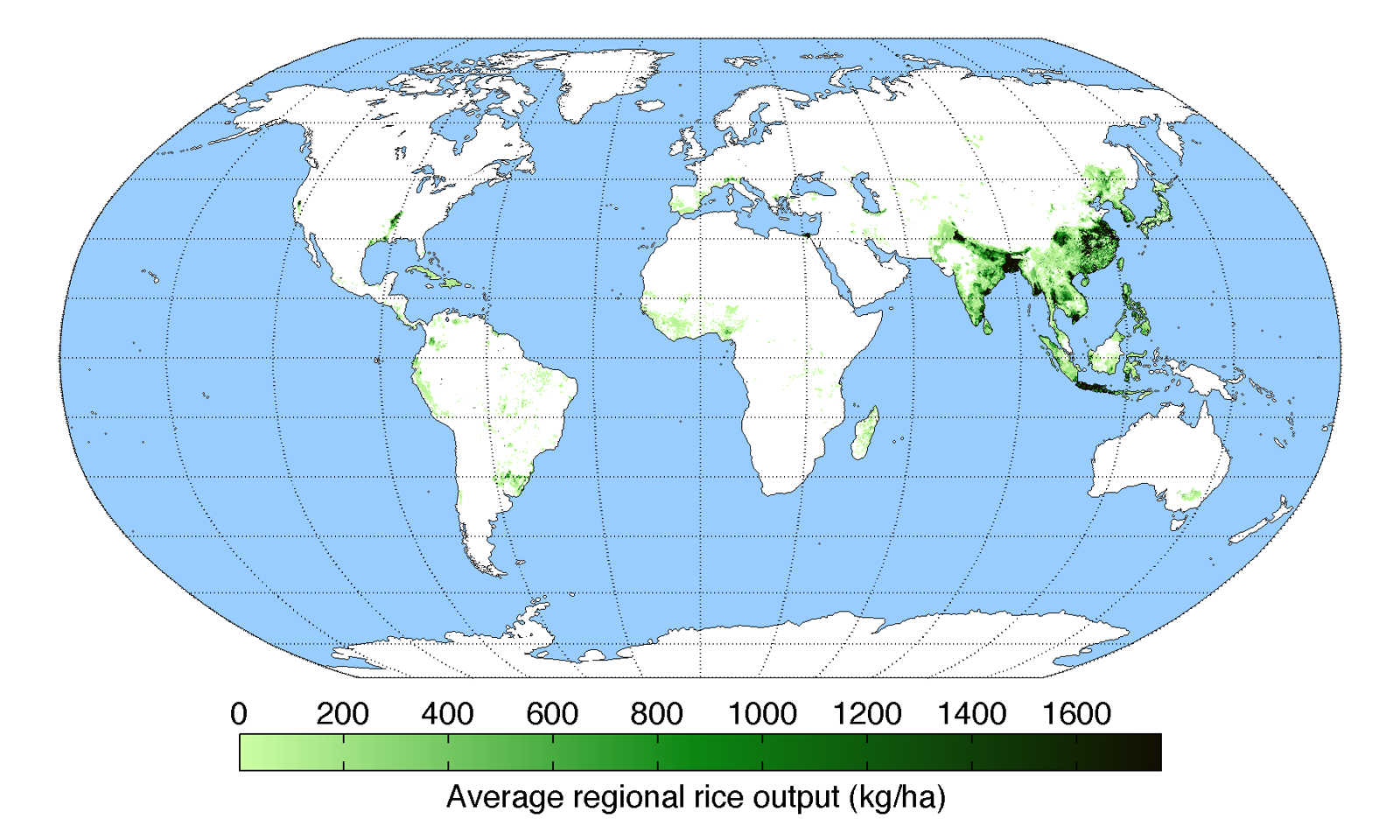
世界の米の生産量（2000年）

2010年のアメリカのコメ生産。稲作が盛んなアーカンソー州、テキサス州、ミシシッピ州、ルイジアナ州は、ライスベルトと呼ばれる。

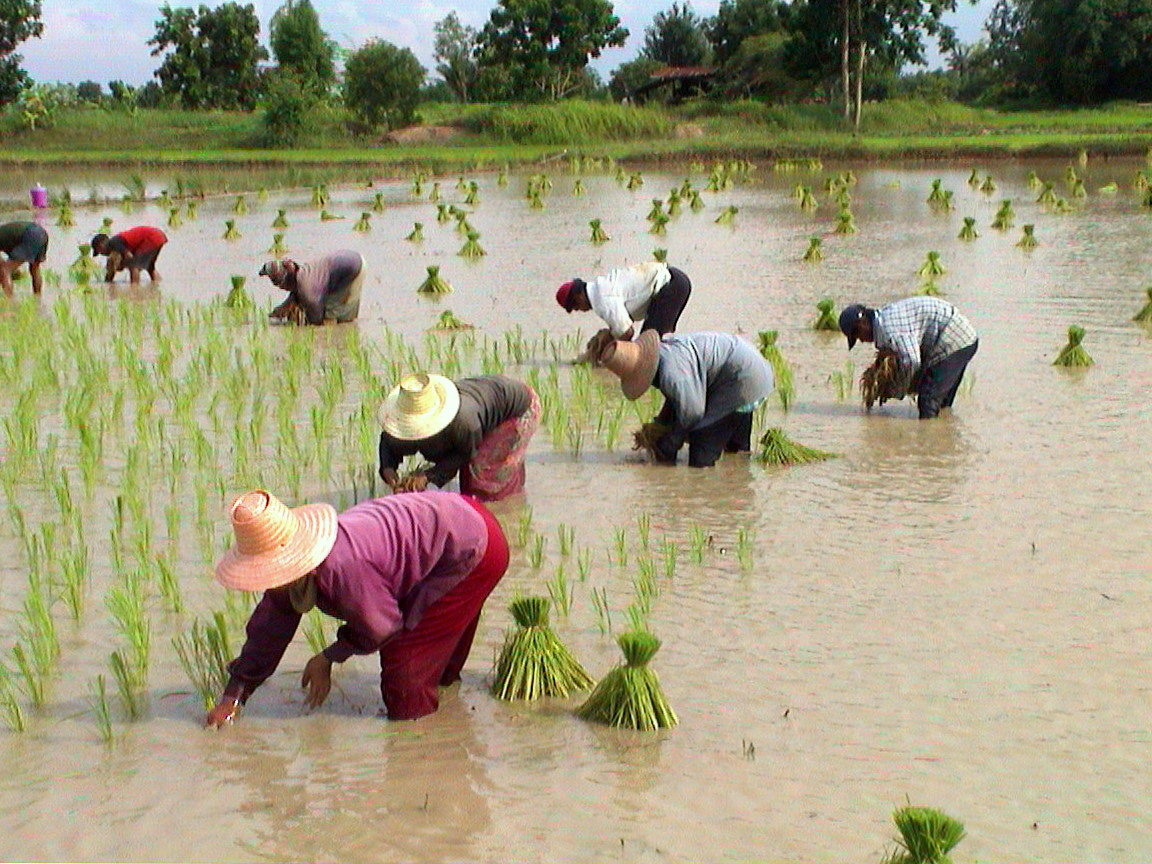
タイの田植え。東南アジアの稲作では1ヘクタールに満たない水田でも、田植え、除草、収穫に農業労働者が雇用されることが多い

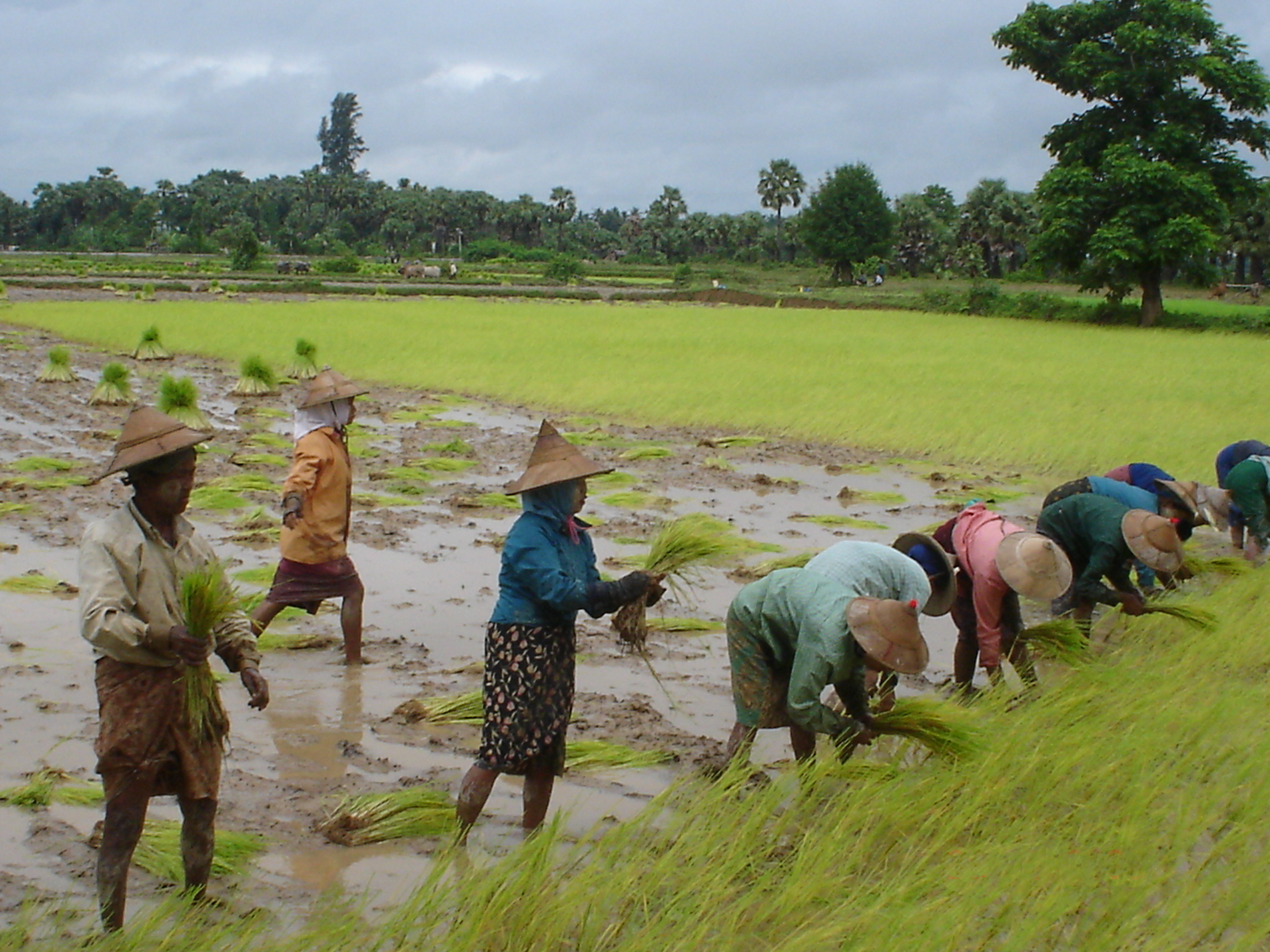
ミャンマーの水田における農作業

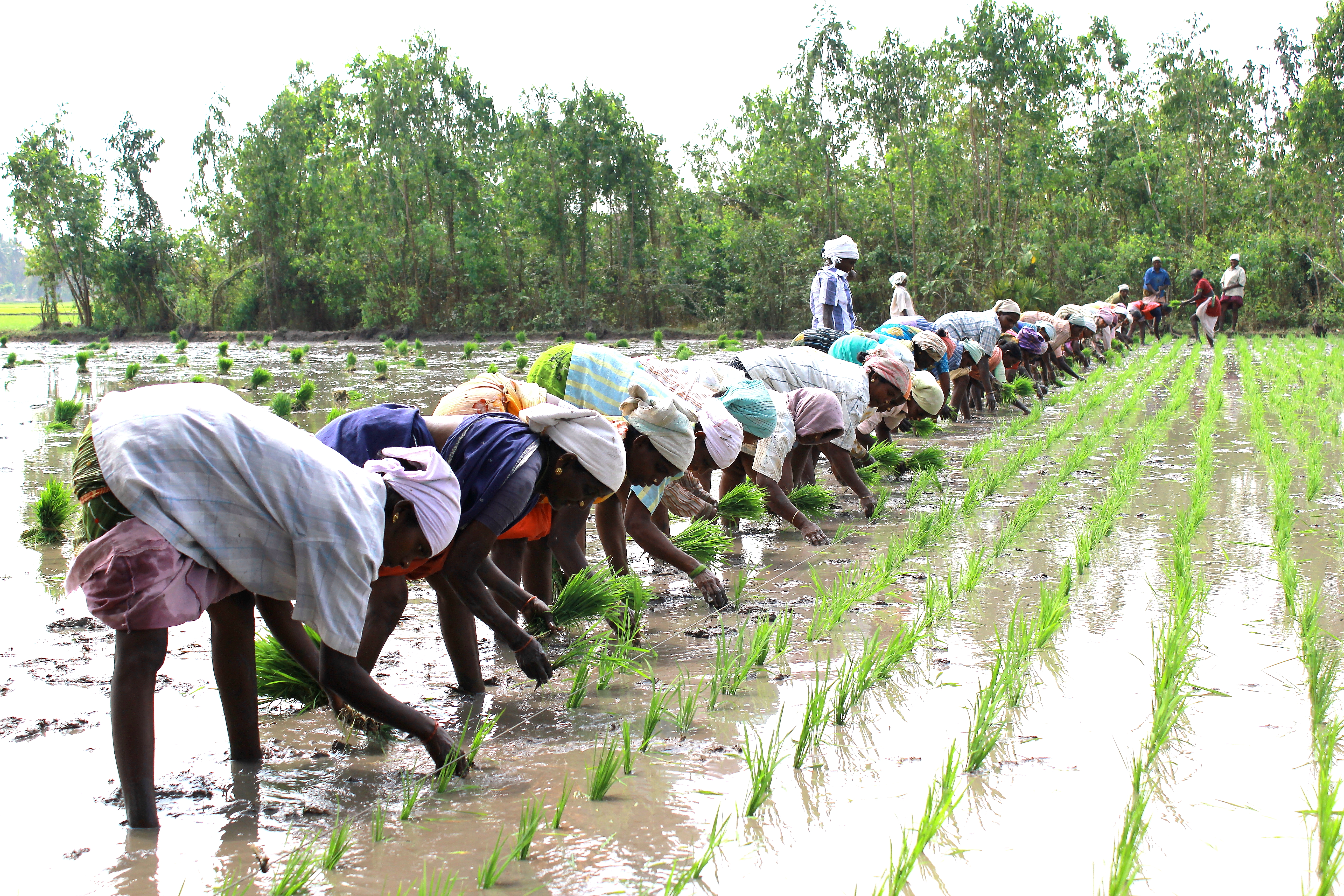
インドの田植え

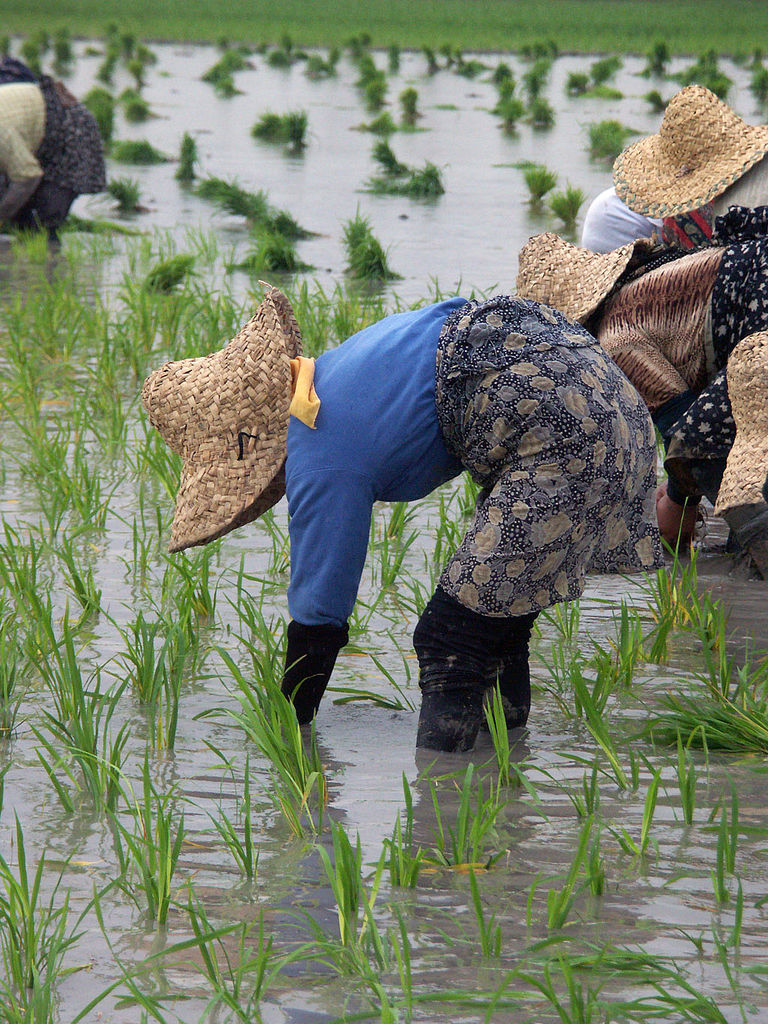
イラン北部、マーザンダラーン州の田植え

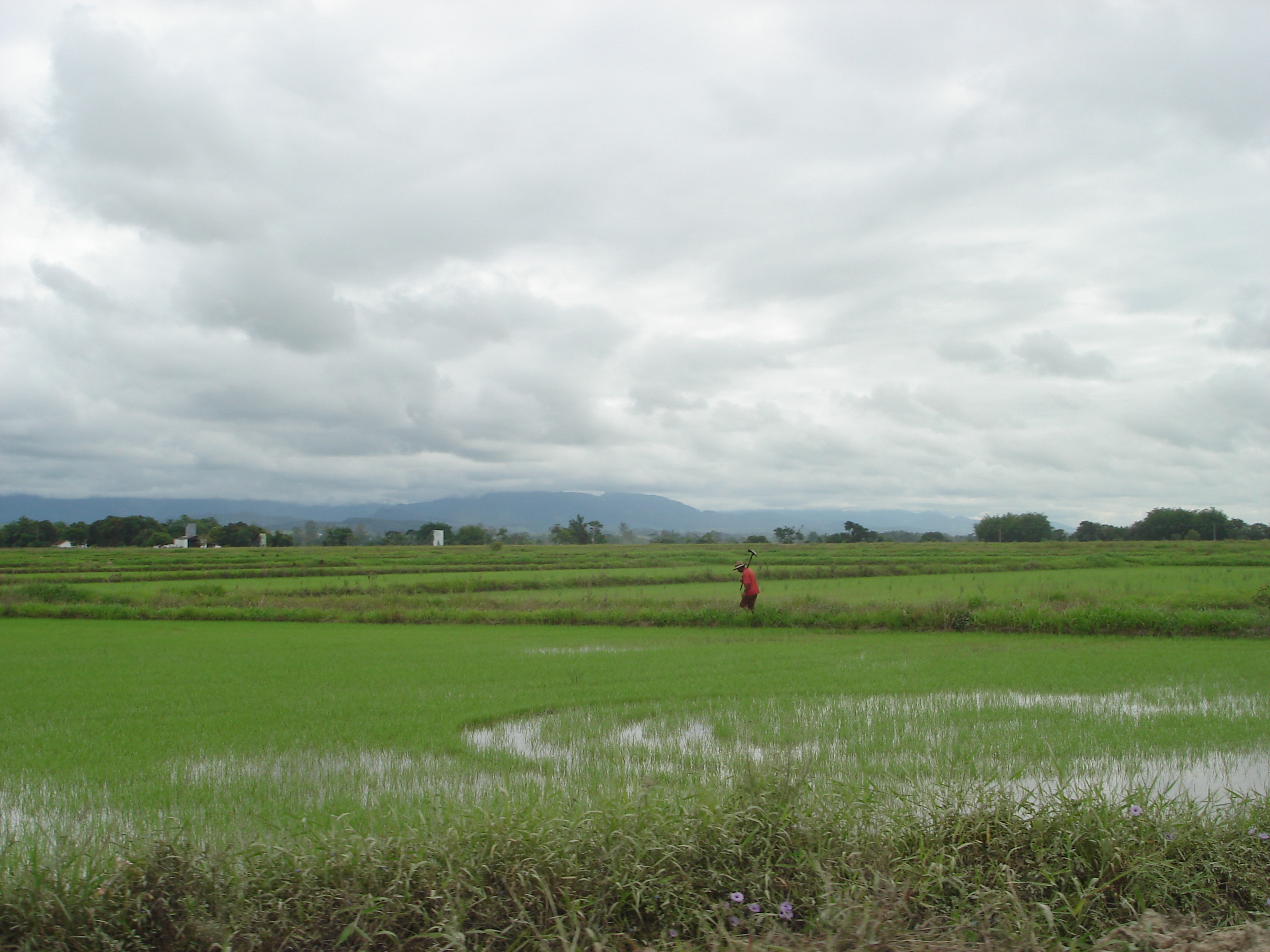
ブラジル南東部サンパウロ州パライーバ渓谷の水田

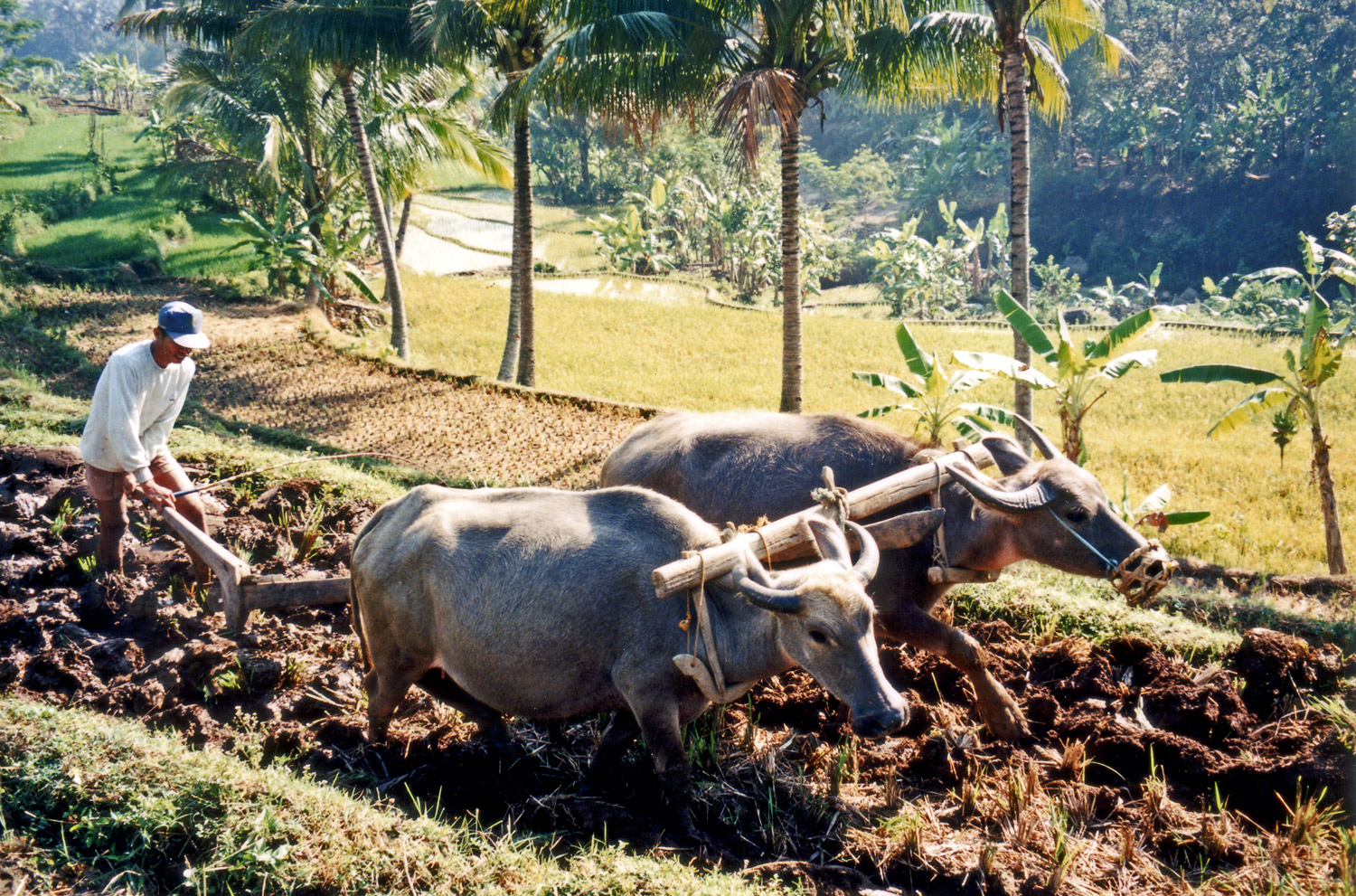
インドネシア、ジャワ島の牛耕田

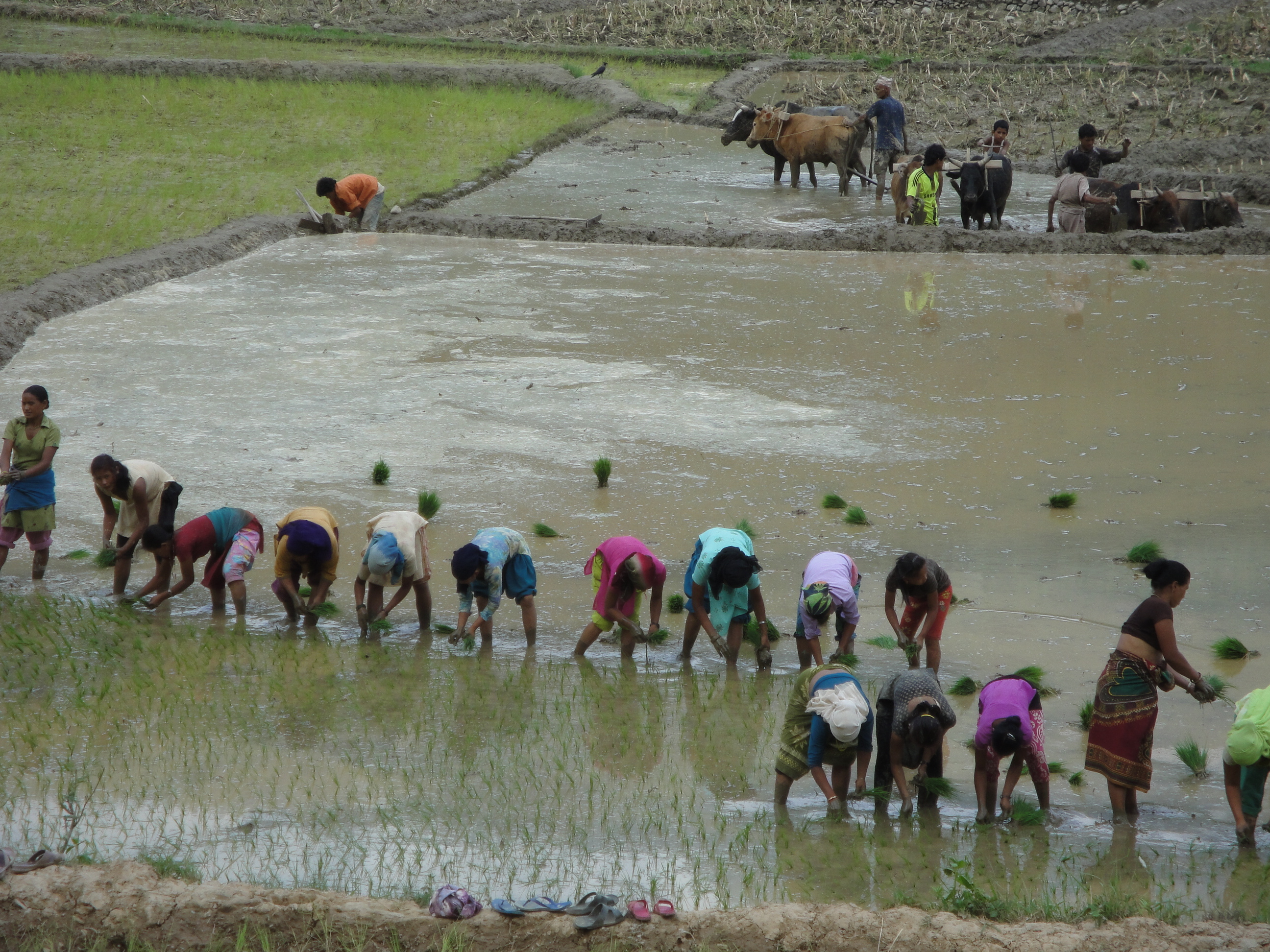
ネパールの田植え

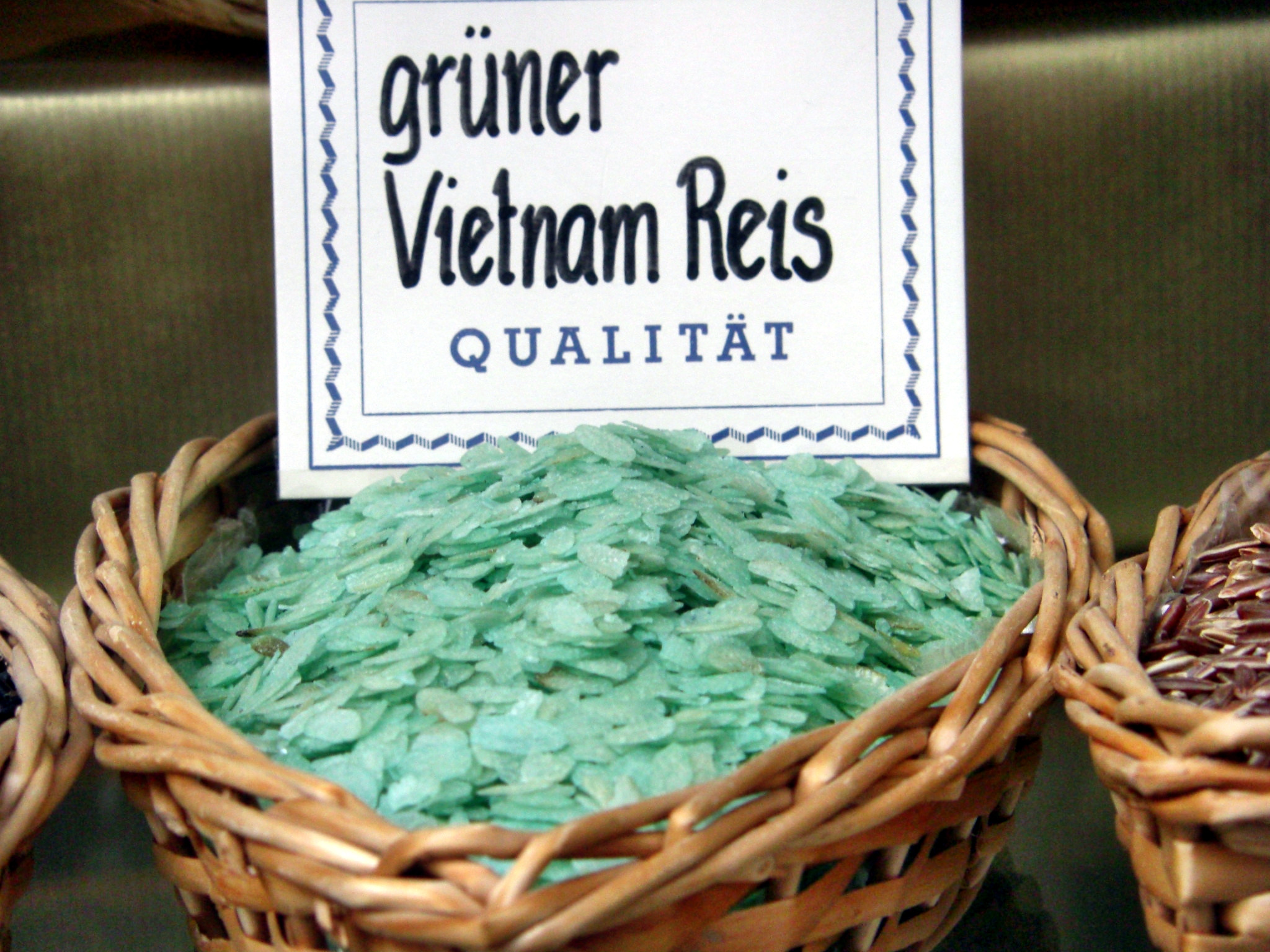
ベトナムで生産される成熟前に収穫されるコム

稲作（いなさく）とは、イネ（稲）を栽培することである。収穫後の稲からは、米、米糠（ぬか）、籾殻（もみがら）、藁（わら）がとれるが、主に米を得るため稲作が行われている。
稲の栽培には水田や畑が利用され、それぞれの環境や需要にあった品種が用られる。水田での栽培は水稲（すいとう）、畑地の栽培は陸稲（りくとう、おかぼ）とよばれる。栽培品種は大きくジャポニカ米とインディカ米に分けることができ、ジャポニカ米はさらに熱帯ジャポニカ（ジャバニカ米）と温帯ジャポニカに区分される。形状によっても、短粒種、中粒種、長粒種に分類される。ジャポニカ米は短粒種で、インディカ米は長粒種とされるが、長粒種のジャポニカ米も存在するため正確ではない。
現在は、北緯50度から南緯35度の範囲にある世界各地域で栽培されている。米生産の約90%をアジアが占め、アジア以外では南アメリカのブラジルやコロンビア、アフリカのエジプトやセネガル、マダガスカルでも稲作が行われている。

## 伝播の理由
稲作が広く行われた理由として、
- 米の味が優れており、かつ脱穀・精米・調理が比較的容易である[1]。
- イネは連作が可能で他の作物よりも生産性が高く、収穫が安定している（特に水田はその要素が強い）[1]。
- 施肥反応（適切に肥料を与えた場合の収量増加）が他の作物に比べて高く、反対に無肥料で栽培した場合でも収量の減少が少ない[1]。
- 水田の場合には野菜・魚介類の供給源にもなり得た（『史記』貨殖列伝の「稲を飯し魚を羹にす……果隋蠃蛤、賈を待たずしてたれり」は、水田から稲だけでなく魚やタニシも瓜も得られるので商人の販売が不要であったと解される）[2]。

などが考えられている。

## 米作りの歴史

### 起源
稲作の起源地は、栽培イネOryza sativa 1083品種とその起源種とされる野生イネO. rufipogon 446系統
などのゲノム解析や考古学的な調査により、中国の珠江中流域あるいは長江流域と判明しており、前11000~前9000年の間に野生稲の栽培化が行われた。
雲南省の遺跡から発掘された4400年前の試料や遺伝情報の多様性といった状況から雲南省周辺からインドアッサム州周辺にかけての地域や東南アジアが発祥地とされていた、インド北東部の稲は遺伝的に多様性に富みインディカはこの地域の野生稲の遺伝子を多く保持している。
ゲノム解析の結果と、遺跡から発掘されたイネの遺物から、まず野生イネから熱帯ジャポニカが栽培化され、熱帯ジャポニカに人為選択が加わって温帯ジャポニカが生まれた、また稍時代が下って熱帯ジャポニカがインドと東南アジアへ拡散した後、インド北東部で熱帯ジャポニカに異なる野生稲が複数回交配してインディカが生じたと考えられている。長江流域にある草鞋山遺跡のプラント・オパール分析によれば、約6000年前にその地ではジャポニカ米が栽培されており、インディカ米の出現はずっと下る。ゲノム解析の結果から、白米化は野生イネが熱帯ジャポニカ祖先系統に栽培化される過程で生じ、紫黒米と餅米は熱帯ジャポニカ祖先系統から生じたと考えられている。現存する栽培品種の重要な遺伝子変異の蓄積の様子から、現在インドネシアやフィリピンで栽培されているイネの在来種に、栽培直後の状態に近いと考えられる品種がまだ多く存在している。

### 東アジア

#### 中国
中国では紀元前6000年から紀元前3000年までの栽培痕跡は黄河流域を北限とした地域に限られている。紀元前3000年以降山東半島先端部にまで分布した。

#### 日本
従来、紀元前5～4世紀頃に水田稲作から始まったとされていたが、現在は、縄文時代後晩期には水田稲作が行われていた可能性が高いと考えられている。水田稲作の伝来経路としては、山東半島から黄海を横断し朝鮮半島を経て日本に伝来した経路が有力とされるが、詳細は後述する。近年は、水田稲作伝来以前からの熱帯ジャポニカ種の陸稲栽培の可能性が指摘されるようになったが、決定的な証拠は発見されていない。これも詳細は後述する。

#### 朝鮮半島
無文土器時代前期にあたる平壌市南京里遺跡で発見されたイネが最古であるが、陸稲であった可能性が高いとされる。水田稲作に関しては朝鮮半島南部では、3100年前の水田跡が慶尚南道蔚山・オクキョン遺跡から、2500年前の水田跡が松菊里遺跡で見つかっている。

#### 結核との関連
古代の東アジアにおける結核は稲作文化とセットで中国から広まったと考えられている。
2019年時点では、中国・朝鮮半島・日本列島から出土した人骨にある結核による脊椎カリエスの痕跡の年代と場所の関係から、結核と稲作文化は長江流域にある広富林遺跡（現在の上海市）の付近から日本に伝播した可能性が示唆されている。

### 東南アジア・南アジア
東南アジア、南アジアへは紀元前2500年以降に広まった。その担い手はオーストロネシア語族を話すハプログループO-M95に属する人々と考えられる。
東南アジアにおいても、稲作文化と同時に結核も伝播したという指摘がある。

### 中央アジア・西アジア
トルコへは中央アジアから乾燥に比較的強い陸稲が伝えられたと考える説や、インドからペルシャを経由し水稲が伝えられたと考える説などがあるが、十分に研究されておらず未解明である。

### アフリカ
栽培史の解明は不十分とされているが、現在のアフリカで栽培されているイネは、地域固有の栽培稲（アフリカイネ、Oryza glaberrima ）とアジアから導入された栽培稲（アジアイネ、Oryza sativa ）である。アフリカイネの栽培開始時期には諸説有り2000年から3000年前に、西アフリカマリ共和国のニジェール川内陸三角州で栽培化され、周辺国のセネガル、ガンビア、ギニアビサウの沿岸部、シエラレオネへと拡散したとされている。
アジアイネの伝来以前のアフリカでは、野生化していたアフリカイネの祖先種と考えられる一年生種 O. barthii と多年生種 O. longistaminata などが利用されていた。近代稲作が普及する以前は、アフリカイネの浮稲型や陸稲型、アジアイネの水稲型、陸稲型が栽培地に合わせ選択栽培されていた。植民地支配されていた時代は品種改良も行われず稲作技術に大きな発展は無く、旧来の栽培方式で行われた。また、利水潅漑施設が整備される以前は陸稲型が70%程度であった。植民地支配が終わり、利水潅漑施設が整備されると低収量で脱粒しやすいアフリカイネは敬遠されアジアイネに急速に置き換わった。1970年代以降になると、組織的なアジアイネの栽培技術改良と普及が進み生産量は増大した。更に、1990年代以降はアフリカイネの遺伝的多様性も注目される様になり、鉄過剰障害耐性、耐病性の高さを高収量性のアジアイネに取り込んだ新品種ネリカ米が開発された。ネリカ米の特性試験を行った藤巻ら(2008)は、陸稲品種の「トヨハタモチ」と比較しネリカ米の耐乾性は同等であるが耐塩性に劣っていると報告している。

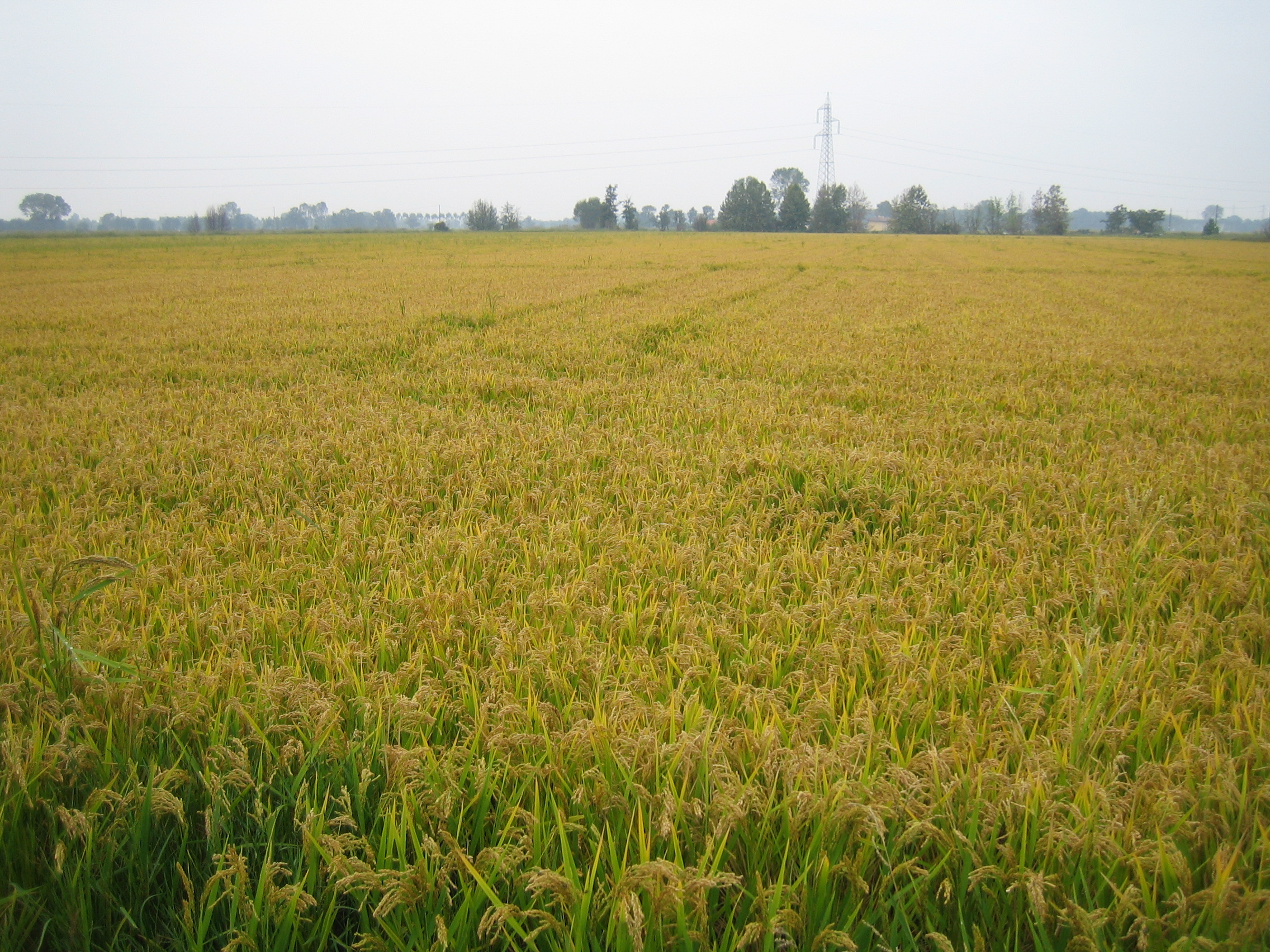
イタリア、ミラノ近郊の水田

### ヨーロッパ
ローマ帝国崩壊後の7世紀から8世紀にムーア人によってイベリア半島にもたらされ、バレンシア近郊で栽培が始まった。しばらく後にはシチリア島に伝播し、15世紀にはイタリアのミラノ近郊のポー河流域で、主に粘りけの少ないインディカ種の水田稲作が行われる。
13世紀にはフランスに伝わり、カマルグにて稲作が行われた（カマルグの稲作）。元は飼料用として生産されていたが、第二次世界大戦中の食糧難で人も食べるようになり、フランス領インドシナから稲作技術を導入し品質が向上した。フランスでの米生産の98％を担う。
ソビエト連邦では、クリミアは稲作地域の一つだった。

### アメリカ大陸
16 - 17世紀にはスペイン人、ポルトガル人により南北アメリカ大陸に持ち込まれ、プランテーション作物となった。

## 日本列島での歴史
イネの栽培がはじまっていたと確実視されるのは、水田遺構が発見されている縄文時代晩期から弥生時代前期であり、現在まで主要な穀類のひとつとしてイネは連綿と栽培され続けている。

### 縄文稲作の可能性
日本列島における稲作は弥生時代に始まるというのが近代以降20世紀末まで歴史学の定説だった。宮城県の枡形囲貝塚の土器の底に籾の圧痕が付いていたことを拠り所にした、1925年の山内清男の論文「石器時代にも稲あり」が縄文稲作を指摘していたが、後に山内は縄文時代の稲作には否定的になった。しかし、1988年には、縄文時代後期から晩期にあたる青森県（八戸市）の風張遺跡で、約2800年前と推定される米粒がみつかった。さらに、近年、縄文時代後期かそれ以前から稲を含む農耕があったとする説がまた唱えられている。
縄文時代の土層の土壌中からイネのプラント・オパール（植物珪酸体化石）が発見され、縄文時代から上層の土壌でイネ属花粉が増加していることは、縄文稲作と整合的である。プラント・オパールは採取した層位から年代を特定することができ、2013年にはプラント・オパール自体の年代を測定する方法が開発されている。縄文時代晩期の宮崎県桑田遺跡の土壌からジャポニカ種のプラント・オパールが得られた。鹿児島大学構内遺跡からは縄文時代中期の土層からプラント・オパールが得られ、これが最古のものとなる。千葉県八千代市新川低地のボーリング調査では3700年前の土層からイネ属花粉が出現している。
ただし、攪拌により上層から下層への混入が懸念されるため、土壌データは証拠として積極的に採用しない研究者もいる。イネのプラント・オパールは20–60ミクロンと小さく、土壌中の生物や植物の根系などの攪拌によって下層に入りこむこともあるため、即座に発見土層の年代を栽培の時期とすることはできない。鹿児島県の遺跡では12,000年前の薩摩火山灰の下層からイネのプラント・オパールが検出されており、発見土層の年代を栽培の時期とすると、稲作起源地と想定されている中国長江流域よりも古い年代となってしまう。岡山県の朝寝鼻貝塚から約6000年前のイネのプラント・オパールが見つかっているが、同時にコムギのプラント・オパールも検出されており、コムギも中国よりも遥かに年代が遡ることになってしまう。
縄文稲作の有力な考古学的証拠は、イネ籾の土器圧痕と、土器胎土中のプラント・オパールである。1991年に、縄文時代後期（約4000–3000年前）に属する岡山県南溝手遺跡の土器に籾の痕が発見された。縄文時代中期（約5000–4000年前）に属する岡山県美甘村姫笹原遺跡の土器胎土内、後期に属する南溝手遺跡や岡山県津島岡大遺跡の土器胎土内から、イネのプラント・オパールが発見された。土壌中のプラント・オパールには、攪乱による混入の可能性もあるが、砕いた土器の中から出たプラント・オパールは、他の土層から入り込んだものではなく、原料の土に制作時から混じっていたと考えられる。さらに、土器の生地となった粘土中にイネの葉が含まれていたということになるが、籾と異なりイネの葉を他地域からわざわざ持ち込む必要は考えられない。
しかし、これらについても疑問視する研究者もいる。土器の年代に対し疑問が出されており、籾や米粒は外から持ち込まれた可能性もあり、籾の土器圧痕は本当にイネか断定できない場合があり、土器胎土中のプラント・オパールも検出できる量が僅かでコンタミネーションの懸念は払拭できない。多方面からの分析が必要と指摘されている。また、縄文稲作が行われたとするのであれば、稲作らしい農具や水田を伴わない栽培方法を考えなければならない。稲作にともなう農具や水田址が見つかり、確実に稲作がはじまったと言えるのは縄文時代晩期後半以降である。これは弥生時代の稲作と連続したもので、本項目でいう縄文稲作には、縄文晩期後半は含めない。
農具を用いない稲作として、畑での陸稲栽培、特に焼畑農業が注目されている。弥生時代に、現在まで引き継がれる水稲系の温帯ジャポニカではなく、陸稲が多い熱帯ジャポニカが栽培されていた可能性が高いことが指摘されている。しかし、陸稲栽培を示す遺構などは発見されておらず、熱帯ジャポニカも水田耕作が可能なため陸稲栽培が行われたことを強くは示さない。陸稲栽培が行われていたとしても、他の雑穀との混作や「焼畑の稲作」あるいは「水陸未分化」であり、広い面積が田に占められたり、ひとつの場所が長期にわたって耕されるという環境にはなかったと考えられる。

### 水田稲作の伝来ルート
イネ（水稲および陸稲）の日本本土への伝来に関しては、(1)朝鮮半島経由説（(1a)華北から陸伝いに朝鮮半島を縦断、(1b)山東半島から黄海を渡り遼東半島を経由し朝鮮半島を縦断、(1c)山東半島から黄海を渡り朝鮮半島南西海岸から南下）、(2)江南説(直接ルート)、(3)南方経由説の3説ないし5説があり、山東半島から黄海を横断し朝鮮半島を経て日本に伝来した経路が有力とされるが、2023年現在の農林水産省の最新の公式見解では「朝鮮半島南部を経由したという説、または、中国の江南地方あたりから直接伝わった説が有力ですが、台湾を経由したという説もあります。」と述べられ、朝鮮半島経由説と江南説のどちらが有力であるかについては明言されていない。

#### 朝鮮半島経由説
長江流域に起源がある水稲稲作を伴った大きな人類集団が、紀元前5～6世紀には呉・越を支え、北上し、朝鮮半島から日本へと達したとする説などである。実際に、日韓合わせて最古の水稲耕作遺跡は蔚山市のオクキョン遺跡であり、日本最古の水稲耕作遺跡である佐賀県菜畑遺跡からは、韓国慶尚南道晋陽郡大坪里遺跡出土土器の系統から影響を受けた「朝鮮無文土器系甕」や、朝鮮式の石包丁、鍬などが出土している。朝鮮半島の無文土器文化の担い手は、長江文明の流れを汲んだY染色体ハプログループO1b（O1b1/O1b2）であり、朝鮮半島に水稲農耕をもたらしたのも同集団であると考えられている。
- 2001年当時、佐原真は「南方説、直接説、間接説、北方説があった」が「しかし現在では・・・朝鮮半島南部から北部九州に到来したという解釈は、日本の全ての弥生研究者・韓国考古学研究者に共有のものである」と述べ有力であった事を示しており、佐藤洋一郎らが最近唱えた解釈に対しては、安思敏らの石包丁直接渡来説を含めて「少数意見である」としていた[58]。趙法鐘は、弥生早期の稲作は松菊里文化に由来し「水稲農耕、灌漑農耕技術、農耕道具、米の粒形、作物組成および文化要素全般において」韓半島南部から伝来したとしており、「日本の稲作は韓半島から伝来したという見解は韓日両国に共通した見解である」と書いている[59]。
- 分子人類学者の崎谷満は、ハプログループO1b2に属す人々が、長江下流域から朝鮮半島を経由して日本に水稲をもたらしたとしている[60]。
- 池橋宏は、長江流域に起源がある水稲稲作は、紀元前5～6世紀には呉・越を支え、北上し、朝鮮半島から日本へと達したとしており[54]、20世紀中ごろから南島経由説、長江下流域から九州方面への直接渡来説、朝鮮半島経由説の3ルートの説が存在していたが、21世紀になり、考古学上の膨大な成果が積み重ねと朝鮮半島の考古学的進歩により、「日本への稲作渡来民が朝鮮半島南部から来たことはほとんど議論の余地がないほど明らかになっている」とまとめている[54]。

従来、稲作は弥生時代に朝鮮半島を南下、もしくは半島南部を経由して来たとされている。しかし、2005年岡山県彦崎貝塚の縄文時代前期（約6000年前）の土層から稲のプラントオパールがみつかっており、縄文中期には稲作（陸稲）をしていたとする学説が出た。また、水田稲作（水稲）についても渡来時期が5世紀早まり、紀元前10世紀（約3000年前）には渡来し、長い時間をかけて浸透していった可能性が指摘されたため、朝鮮半島を経由する説の中にも下記のように時期や集団規模などに違いのある複数の説が登場した。しかし、稲作・水稲がそれぞれ約6000年前・約1000年前に伝播したという説は、
- 約6000〜3000年前にかけての稲作は中国の黄河流域が北限である（甲元眞之は、紀元前3000年以降には遼東半島、同2000年以降には朝鮮半島まで伝播したとする。遼東半島にて実際に稲が確認できる現時点で最古の例は、大連市にある双砣子3期（紀元前2000年代後半）の大嘴子遺跡、朝鮮半島の場合は平壌市にある無文土器文化時代前期（紀元前1500年代）の南京里遺跡（甲元は当遺跡は水稲栽培であった可能性があると指摘している）である[64]）。
- プラントオパールは黄砂のように風によって飛来しただけである。
- この年代遡上説に関しては時期が確定してない。

と否定されている。
- 広瀬和雄は、「中国大陸から戦乱に巻き込まれた人達が渡来した」というような説は水田稲作が紀元前8世紀には渡来したのであれば「もう成立しない」としている[68]。
- 藤尾慎一郎は、これまでの前4,5世紀頃伝来説が、新年代説（前10世紀頃）になったとしても、朝鮮半島から水田稲作が来たことには変わりないとしている[69]。
- 山崎純男は、朝鮮半島から最初に水田稲作を伴って渡来したのは支石墓を伴った全羅南道の小さな集団であり、遅れて支石墓を持たない慶尚道の人が組織的に来て「かなり大規模な工事を伴っている」としている[70]。
- 佐藤洋一郎は、2010年のインタビュー記事では「約1万前に中国の長江流域で始まったと推定される稲作は、中国大陸から、もしくは朝鮮半島を経由して日本に伝わりましたが、それがいつ頃なのかははっきり分かりません。」、2001年のインタビュー記事にて「私は、ひょっとすると縄文晩期から作られたごく初期の水田は、縄文人が朝鮮半島を訪れ、そこで目にした水田を見よう見真似で作ったものではないかと思っているんです。」と述べている[71][72]。

#### 江南説（対馬暖流ルート）
農学者の安藤広太郎によって提唱された中国の長江下流域から直接稲作が日本に伝播されたとする説。考古学者では、八幡一郎が「稲作と弥生文化」（1982年）で「呉楚七国の乱の避難民が、江南から対馬海流に沿って北九州に渡来したことにより伝播した可能性を述べており、「対馬暖流ルート」とも呼ばれる。気候による耕作穀物の境界になる秦嶺・淮河線および、弥生時代の炭化米と日中韓のイネの在来種の遺伝子分布、弥生時代と長江文明の文化的類似性が、江南説を支持する者がよく列挙する根拠である。
江南説を支持する者は「中国北方や朝鮮半島では気候が寒冷であるため稲作は伝播しなかった」と主張する場合があるが、5000年から4000年前の竜山文化に属する山東省膠州市趙家荘遺跡では水田跡が発見されており、現在では小麦地帯に入る山東半島で稲作が行われていた他、甲元眞之によって紀元前3000年以降にはさらに北方の遼東半島、同2000年以降には朝鮮半島まで伝播したと明らかになっている。気候を理由に江南説は支持されない。
近代的な育種により品種改良された改良種よりも前から栽培され、自家採種により世代交代をしていたという定義での在来稲および近畿の遺跡から発掘された弥生時代の炭化米に、朝鮮半島の在来稲にない遺伝子を持つと言う意味で「中国から直接伝来したタイプの稲」と考えられる品種は確認されているものの、それらが日本の稲作の始まりで栽培されていた証拠は存在しない。2002年に農学者の佐藤洋一郎が著書「稲の日本史」で、中国・朝鮮・日本の水稲（温帯ジャポニカ）のSSR(Simple Sequence Repeat)マーカー領域を用いた分析調査でSSR領域に存在するRM1-aからhの8種類のDNA多型を調査し、中国にはRM1-a〜hの8種類があり、RM1-bが多く、RM1-aがそれに続くこと。朝鮮半島はRM1-bを除いた7種類が存在し、RM1-aがもっとも多いことや、日本にはRM1-a、RM1-b、RM1-cの3種類が存在し、RM1-bが最も多いことを指摘した。RM1-aは東北も含めた全域で、RM1-bは西日本が中心である。これは日本育種学会の追試で再現が確認された。ただしこれは「日本に伝来したRM1-a、RM1-b、RM1-cのうち、朝鮮半島に見られない（中国から直接伝播したと考えられる）RM1-bが割合的に最も多い」ことを示しているだけであり、「中国からの直接伝播が日本における稲作の始まりであり、朝鮮半島からは伝播しなかった（あるいは日本から朝鮮半島に稲作が伝播した）」と証明できたわけではない。日本では中世から近世にかけて西日本を中心にインディカ米の一種の大唐米（占城稲）の栽培が広まっていたことが知られており、自殖性の高いイネでも条件に応じて1%未満から5%程度の自然交雑が起きる。佐藤自身も、2010年のインタビュー記事では「約1万前に中国の長江流域で始まったと推定される稲作は、中国大陸から、もしくは朝鮮半島を経由して日本に伝わりましたが、それがいつ頃なのかははっきり分かりません。」、2001年のインタビュー記事では「私は、ひょっとすると縄文晩期から作られたごく初期の水田は、縄文人が朝鮮半島を訪れ、そこで目にした水田を見よう見真似で作ったものではないかと思っているんです。」と述べており、伝播の経路について明確な主張を行っていない。2008年、農業生物資源研究所の研究チームが、イネの粒幅を決める遺伝子qSW5を用いてジャポニカ品種日本晴とインディカ品種カサラスの遺伝子情報の解析を行い、ジャポニカ米の起源が東南アジアで、中国で温帯ジャポニカが生まれ、日本に伝播した新しい仮説を提案しているが、中国から日本への伝播経路については言及はない。
長江文明が朝鮮半島の遺跡より、弥生時代の遺構に類似しているとは言えない。農具、武器、土器は、朝鮮半島の発掘物に酷似したものが見られるものの、長江文明では見られない。朝鮮半島では見られない高床倉庫が長江文明と弥生時代の遺跡で確認できるが、世界各地で見られる技術であり、日本でも水田稲作伝播前の縄文時代中期には確認できる。
江南説を前提として「朝鮮半島には陸稲のみが伝えられて、水稲は日本が朝鮮に伝えたものである」という主張も存在するが、朝鮮半島経由説で述べたとおり、朝鮮半島の水田の方が時代が遡るので支持されない。甲元眞之は平壌市にある無文土器文化時代前期（紀元前1500年代）の南京里遺跡では水稲農耕が行われていたと指摘している。加えて、蔚山市にあるオクキョン遺跡（紀元前1000年頃）は、日韓合わせて最古の水田遺跡である。日本最古の水稲農耕の遺跡は、佐賀県の菜畑遺跡（紀元前930年頃）である。

#### 南方経由説(黒潮ルート)
柳田國男の最後の著書「海上の道」で提唱した中国の長江下流域からの南西諸島を経由して稲作が日本に伝播されたとする説。
石田英一郎、可児弘明、安田喜憲、梅原猛などの民俗学者に支持され。佐々木高明が提唱した照葉樹林文化論も柳田の南方経由説の強い影響を受けている。
北里大学の太田博樹准教授（人類集団遺伝学・分子進化学）は、下戸の遺伝子と称されるALDH2（2型アルデヒド脱水素酵素）遺伝子多型の分析から、稲作の技術を持った人々が中国南部から沖縄を経由して日本に到達した可能性を指摘しており、生化学の観点からは渡部忠世や佐藤洋一郎が陸稲（熱帯ジャポニカ）の伝播ルートとして柳田の仮説を支持している。
しかしながら、考古学の観点からは琉球の貝塚時代に稲作の痕跡がないことから、南方ルート成立の可能性は低いとされている。

### 古代の稲作

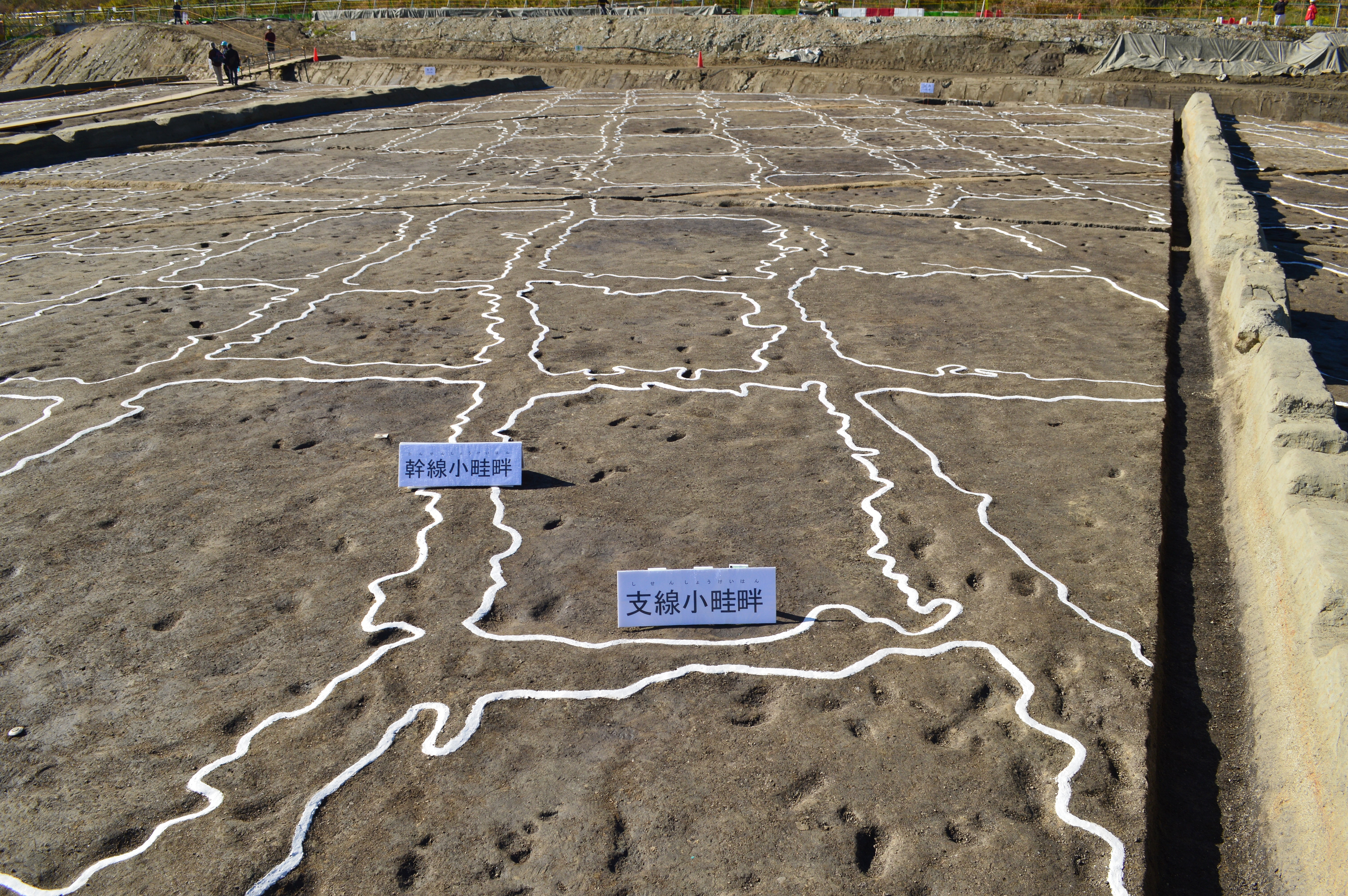
弥生時代前期の小区画水田の例中西遺跡（奈良県御所市）2019年発掘調査時

稲作の伝播の速さについては、瀬戸内西部地域に約200年、摂津・河内地域に約300年、奈良盆地に約400年、中部地方に約500年、南関東地域に約650年かかるなど地域差が見られ、津軽地方へは丹後半島から日本海を北上して前4世紀頃には既に伝わっていたが、後述する砂沢遺跡や田舎館村の垂柳遺跡などの調査で、前1世紀頃に稲作を放棄したことが判明している。
現在、確認されている最古の水田跡は今から約2500～2600年前の縄文時代晩期中頃の佐賀県の菜畑遺跡で、これは干潟後背の海水の入り込まない谷間地の中央部に幅1.5～2.0mの水路を掘り、この両側に土盛りの畦によって区画された小規模（10～20平方メートル）のものであった。農耕具としては石庖丁、扁平片刃石斧、蛤刃石斧、磨製石鏃などが出土している。
同時代頃の宮崎県の坂元遺跡からも水田跡が発掘され、九州北部に伝わった水田稲作が大きな時間をあけずに九州南部まで伝わったことを示している。
本州の最北部、青森県（弘前市）の砂沢遺跡から水田遺構が発見されたことにより、弥生時代の前期には稲作はほぼ本州全土に伝播したと考えられている。弥生時代の中期には種籾を直接本田に撒く直播栽培からイネの苗を植える田植えへ変化し、北部九州地域では農耕具も石や青銅器から鉄製に切り替わり、稲の生産性を大きく向上させた。古墳時代には鉄器が日本全土へ広く普及すると共に土木技術も発達し、茨田堤などの灌漑用のため池が築造された。弥生時代から古墳時代における日本の水田形態は、長さ2・3メートルの畦畔に囲まれ、一面の面積が最小5平方メートル程度の小区画水田と呼ばれるものが主流で、それらが数百～数千の単位で集合して数万平方メートルの水田地帯を形成するものだった。
律令体制導入以降の朝廷は、水田を条里制によって区画化し、国民に一定面積の水田を口分田として割りあて、収穫を納税させる班田収授制を652年に実施した。以後、租税を米の現物で納める方法は明治時代の地租改正にいたるまで日本の租税の基軸となった。稲作儀礼も朝廷による「新嘗祭」「大嘗祭」などが平安時代には整えられ、民間でも稲作の予祝儀礼として田楽などが行われるようになった。大分県の田染荘は平安時代の水田機構を現在も残す集落である。

### 中世の稲作
鎌倉時代になると西日本を中心に牛馬耕が行われるようになり、その糞尿を利用した厩肥も普及していった。また、西日本を中心に夏に水田で水稲を栽培し、冬は水を落とした畑地化にして麦を栽培する水田の米麦二毛作が行われるようになった。室町時代には、日照りに強く降水量の少ない土地でも良く育つ占城稲が中国から渡来し、降水量の少ない地域などで生産されるようになったが、味が悪いためかあまり普及しなかった。戦国時代になると、大名たちは新田開発のための大規模な工事や水害防止のための河川改修を行った。武田信玄によって築かれた山梨県釜無川の信玄堤は、その技術水準の高さもあり特に有名である。また、農業生産高の把握するため検地も行われた。天下を掌握した豊臣秀吉が全国に対して行った太閤検地によって、土地の稲作生産量を石という単位で表す石高制が確立し、農民は石高に応じた租税を義務付けられた。この制度は江戸幕府にも継承され、武士階級の格付けとしても石高は重視されていた。

### 近世の稲作

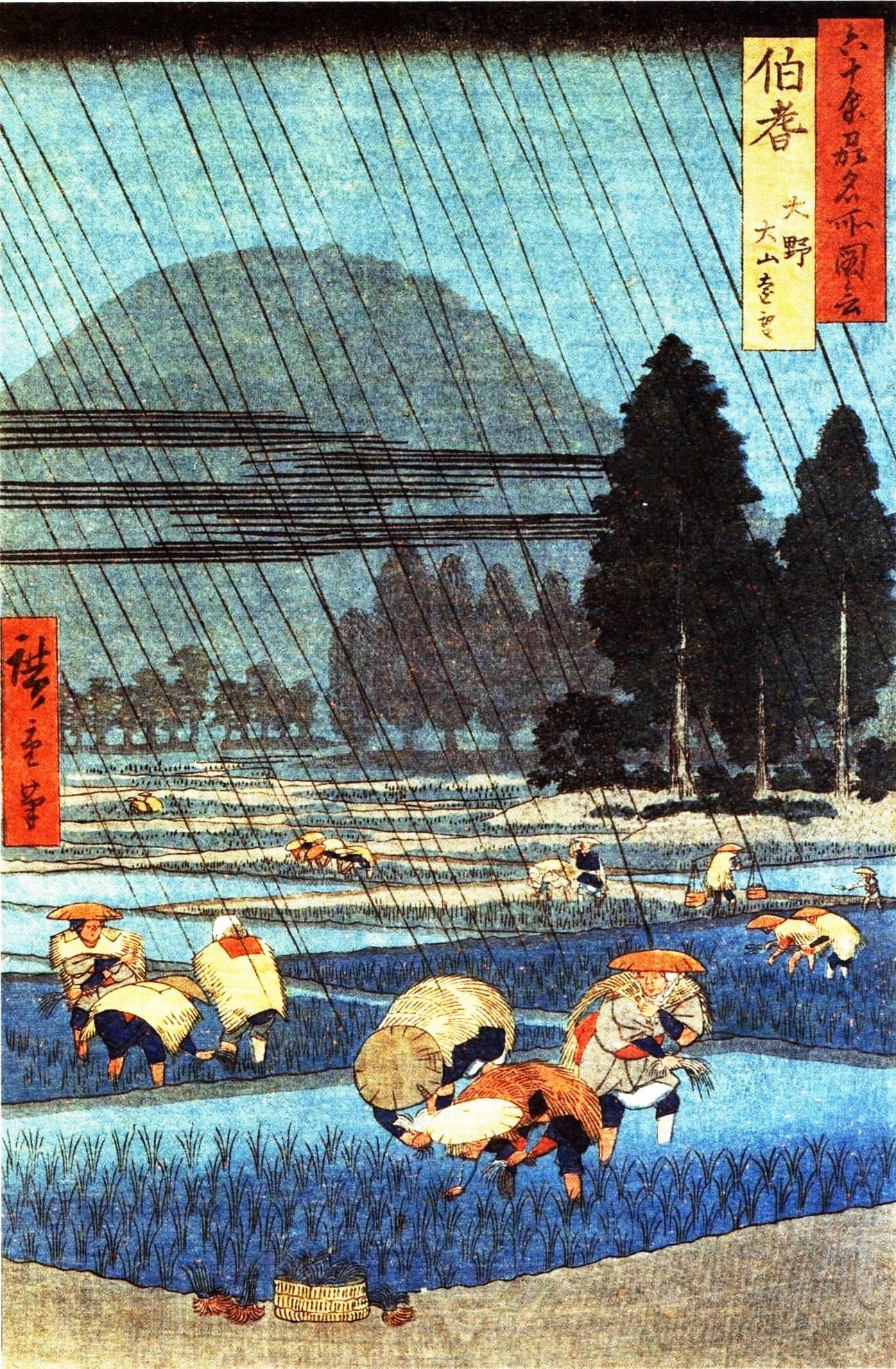
浮世絵に描かれた田植え風景

江戸時代は人口が増加したため、為政者たちは利根川や信濃川など手付かずだった大河流域の湿地帯や氾濫原で新田の開墾を推進し、傾斜地にも棚田を設けて米の増産を図った。幕府も見沼代用水や深良用水などの農業用用水路を盛んに設けたり、諸国山川掟を発して山林の伐採による土砂災害を防ぐなどの治水に勤めた。その結果、16世紀末の耕地面積は全国で150万町歩、米の生産量は約1800万石程度だったものが、18世紀前半の元禄ならびに享保時代になると、耕地面積が300万町歩、生産量も2600万石に達した。農業知識の普及も進み、宮崎安貞による日本最古の体系的農書である農業全書や大蔵永常の農具便利論などが出版されている。地方農村では二宮尊徳や大原幽学、渡部斧松などの農政学者が活躍した。農具も発達し、備中鍬や穀物の選別を行う千石通し、脱穀の千歯扱などの農具が普及した。肥料としては人間の排泄物が利用されるようになり、慶安の御触書でも雪隠を用意して、糞尿を集めるように勧めている。また、江戸時代は寒冷な時期が多く、やませの影響が強い東北地方の太平洋側を中心に飢饉も多発しており、江戸時代からは北海道渡島半島で稲が栽培され始まったが、その規模は微々たるものであった。

### 近代の稲作

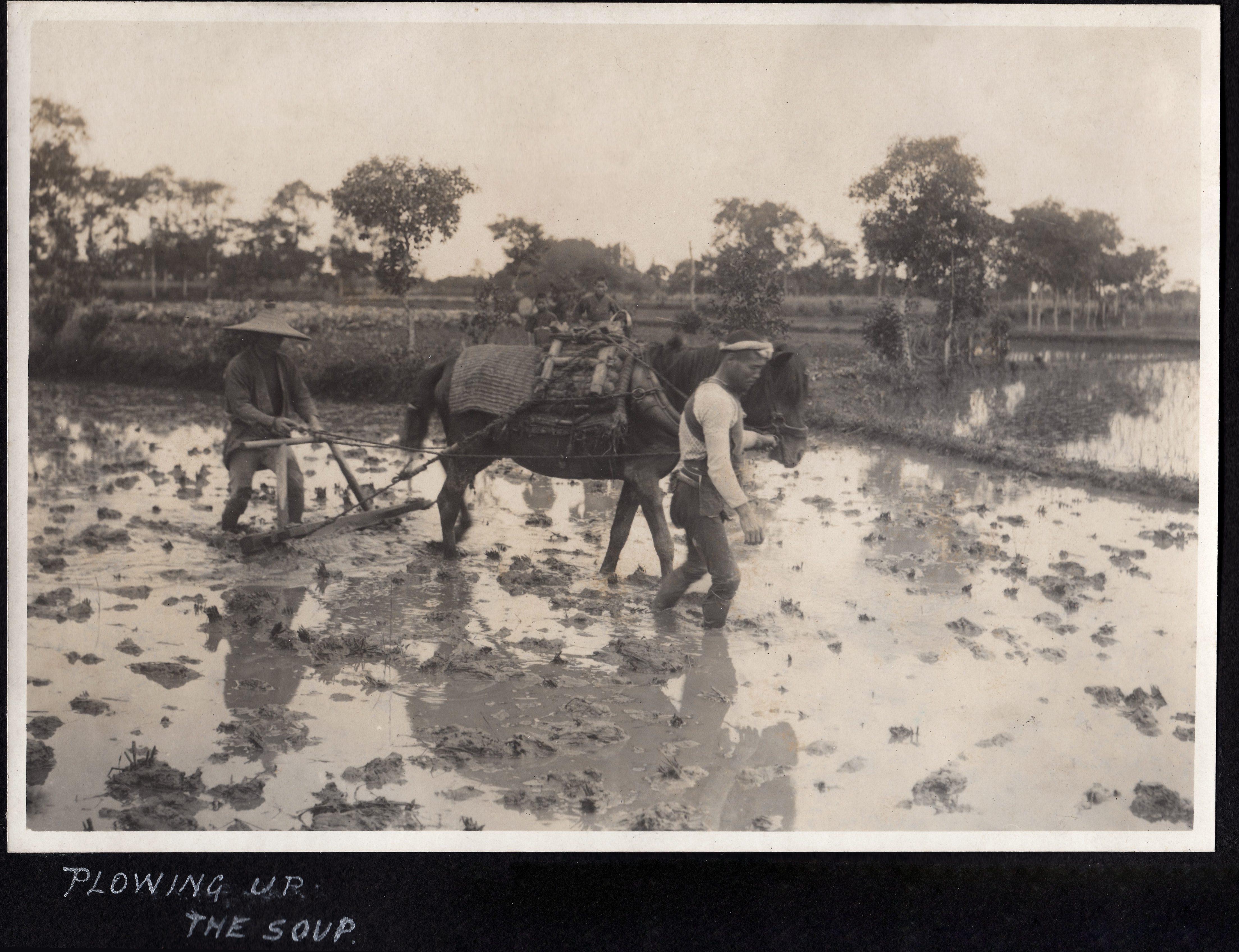
農耕馬を使った大正時代の代掻き

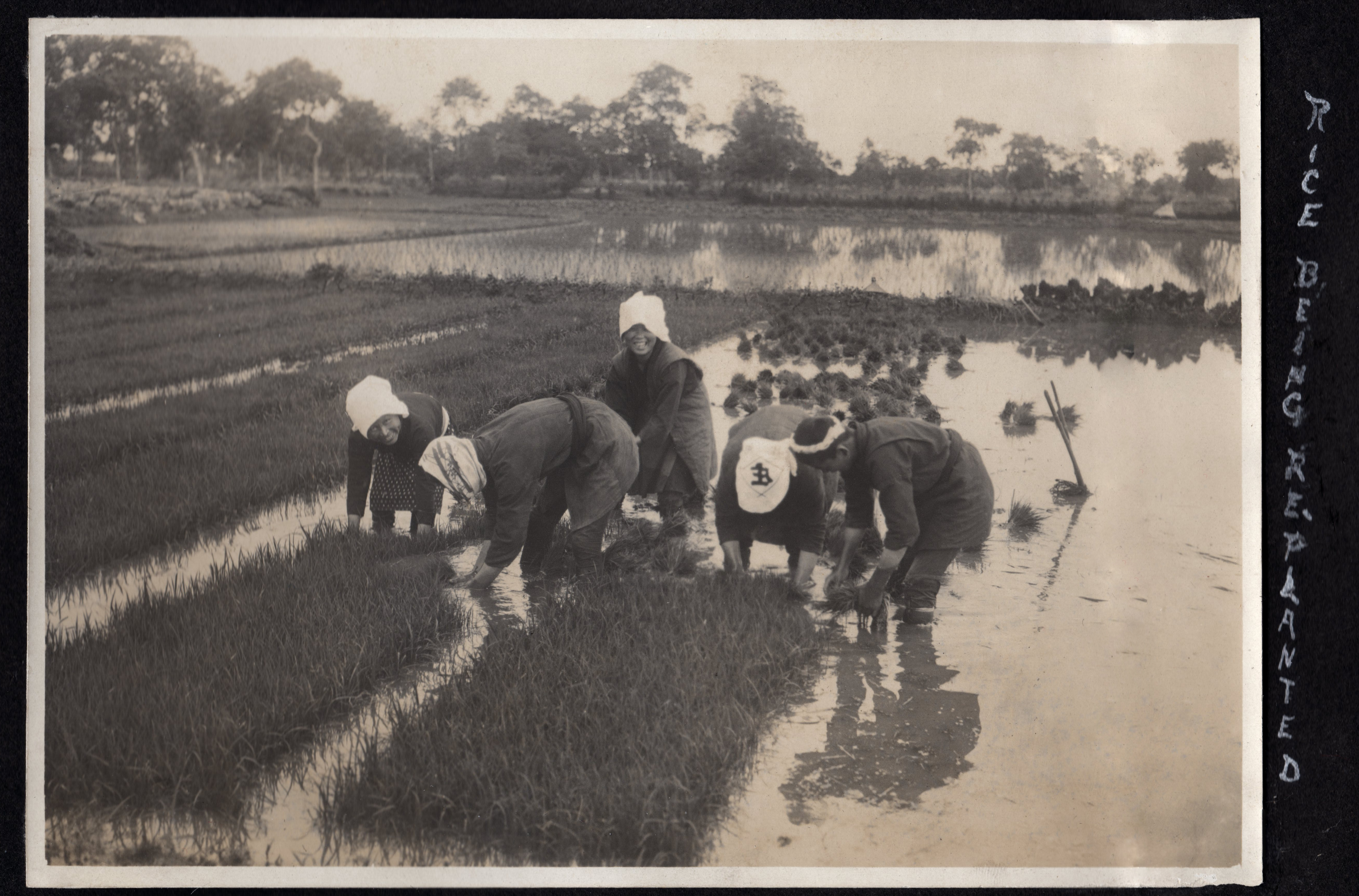
大正時代の田植えの様子

明治時代に入ると、柔らかい湿地を人間が耕す方法から硬い土壌の水田を牛や馬を使って耕す方法が行わるようになった。肥料も排泄物ではなく干鰯や鰊粕、油粕など金肥と呼ばれる栄養価の高いものが使われるようになっていった。交通手段の発達を背景に、各地の篤農家（老農）の交流も盛んになり、江戸時代以来の在来農業技術の集大成がなされた（明治農法）。ドイツから派遣されたオスカル・ケルネルらによって西洋の科学技術も導入され農業試験場などの研究施設も創設された。稲の品種改良も進み、コシヒカリの先祖にあたる亀の尾などの品種が作られた。
江戸時代から北海道南部（道南）の渡島半島では稲作が行われていたが、明治に入ると道央の石狩平野でも栽培されるようになった。中山久蔵などの農業指導者が寒冷地で稲作を可能とするために多くの技術開発を行い、かつて不毛の泥炭地が広がっていた石狩平野や上川盆地は広大な水田地帯に変じ（道央水田地帯）、新潟県と一二を争う米どころへ変化していく。
こうして昭和初年には、米の生産高は明治11〜15年比で2倍以上に増加したが、それにもかかわらず昭和初期には幕末の3倍近くにまで人口が膨れ上がったことにより、日本内地の米不足は深刻であり、朝鮮や台湾からの米の移入で不足分を賄い、それでも足りないので南米や満州へ移民を送り出す有様となった。

### 現代の稲作
戦後、技術の発展により国内生産が軌道に乗ってからは、政府が米を主食として保護政策を行ってきた。不作を除いて輸入を禁止し、流通販売を規制した。自主流通米は量を制限し、政府買い上げについては、買い上げ価格より安く赤字で売り渡す逆ザヤにより農家の収入を維持しつつ、価格上昇を抑制する施策をとってきた。農閑期に行われていた出稼ぎは、稲作に機械化が進み人手が余り要らなくなったため、「母ちゃん、爺ちゃん、婆ちゃん」のいわゆる「三ちゃん農業」が多くなり、通年出稼ぎに行く一家の主が増え、専業農家より兼業農家の方が多くなった。1960年代以降、食生活の多様化により一人当たりの米の消費量の減少が進み、1970年を境に米の生産量が消費量を大きく越え、米余りの時代に突入。政府によって減反政策などの生産調整が行われるようになった。

## 日本における栽培技術と品種改良
品種改良は当初耐寒性の向上や収量増を重点に行われた。近代的育種手法で育成されたイネのさきがけである陸羽132号は耐寒性が強く多収量品種であったことから、昭和初期の大冷害の救世主となり、その子品種である水稲農林1号は第二次世界大戦中・戦後の食糧生産に大きく貢献した。特筆すべきは陸羽132号、農林1号は食味に優れた品種でもあったことで、その系統を引くコシヒカリなど冷涼地向きの良食味品種が普及することにより、日本の稲作地帯の中心は北日本に移っていき、日本の稲作地図を塗り替えることになった。
「米余り」となった1970年以降、稲の品種改良においては、従来重点をおかれていた耐寒性や耐病性の強化から、食味の向上に重点をおかれるようになった。1989年から1994年の間、農林水産省による品種改良プロジェクトスーパーライス計画が行われ、ミルキークイーンなどの低アミロース米が開発された。
21世紀には西日本を中心に猛暑日が増え、高温による稲の登熟障害や米の品質低下が問題となっている。耐高温品種の育成、高温条件下に適合した稲栽培技術の確立が急がれている。

## 方式

### 二期作と二毛作
- 二期作 - 1年の間に2回稲作を行うこと。減反政策などで行われなくなったが、2004年頃から、四国地方で復活している。
- 二毛作 - 稲作の終了後、小麦など、他の食料を生産すること。

気候的に可能な場合は三毛作も行われている。

### 再生二期作
近年の地球温暖化を逆手に取り水稲の再生能力を最大限生かして、初秋にいったん刈り取り収穫した（一期目）残りの稲株（ひこばえ）から再度稲穂を再生させることで、晩秋にかけて新たな収穫を得る（二期目）。稲株の再生能力を最大限温存するため、一期目の収穫の際にはできるだけ稲穂部分のみを刈り取る（刈り取り位置をできるだけ高くする、地表から約40センチメートル）ことが重要である。九州で実施した試験では4月に植え込み、一期目収穫を8月上旬、二期目収穫を10月下旬とした場合に一期目の収穫量の約5割量を二期目で収穫できた。専用品種では合計で通常のコシヒカリ収穫量の3倍という驚異的な収穫高さえ達成されている。食味についても一期目と二期目で差はないという。

### 水田稲作と陸稲

#### 水稲
稲の水田による栽培を水田稲作と呼び、水田で栽培するイネを水稲（すいとう）という。
田に水を張り（水田）、底に苗を植えて育てる。日本では、種（種籾）から苗までは土で育てる方が一般的であるが、東南アジアなどでは、水田の中に種籾を蒔く地域もある。深い水深で、人の背丈より長く育つ栽培品種もある。畑よりも、水田の方が品質が高く収穫量が多いため、定期的な雨量のある日本では、ほとんどが、水田を使っている。水田による稲作は、他の穀物の畑作に比べ、連作障害になりにくい。

#### 陸稲
畑で栽培される稲を陸稲（りくとう、おかぼ）という。
水稲ではほとんど起こらないが、同じ土壌で陸稲の栽培を続けると連作障害が発生する。

### 栽培法
初めに田畑にじかに種もみを蒔く直播（じかまき）栽培と、仕立てた苗を水田に植え替える苗代（なわしろ/なえしろ）栽培がある。
- 移植栽培
- 不耕起移植栽培
- 不耕起直播栽培
- 湛水直播栽培

## 手順

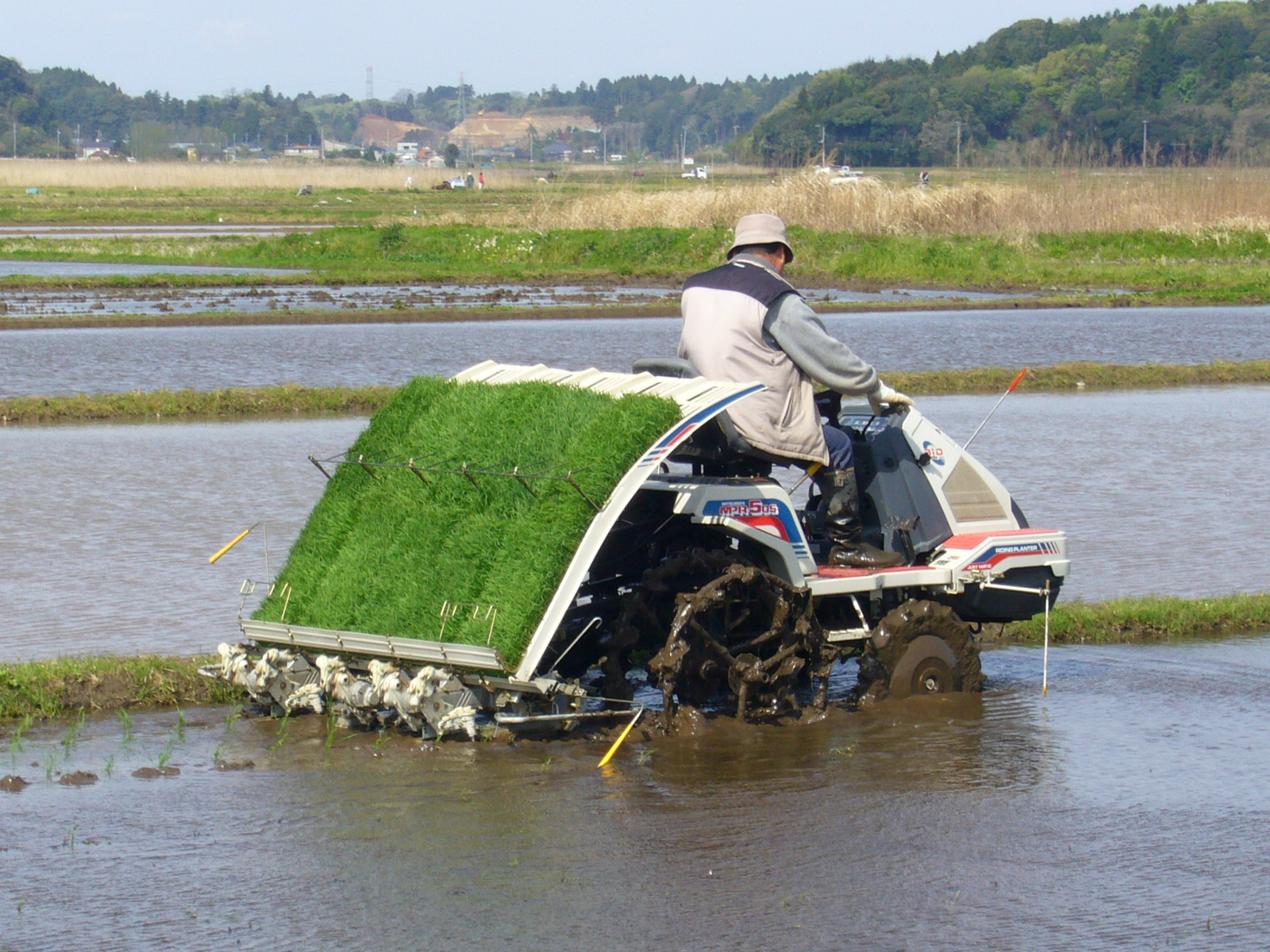
（春）乗用田植機による田植え

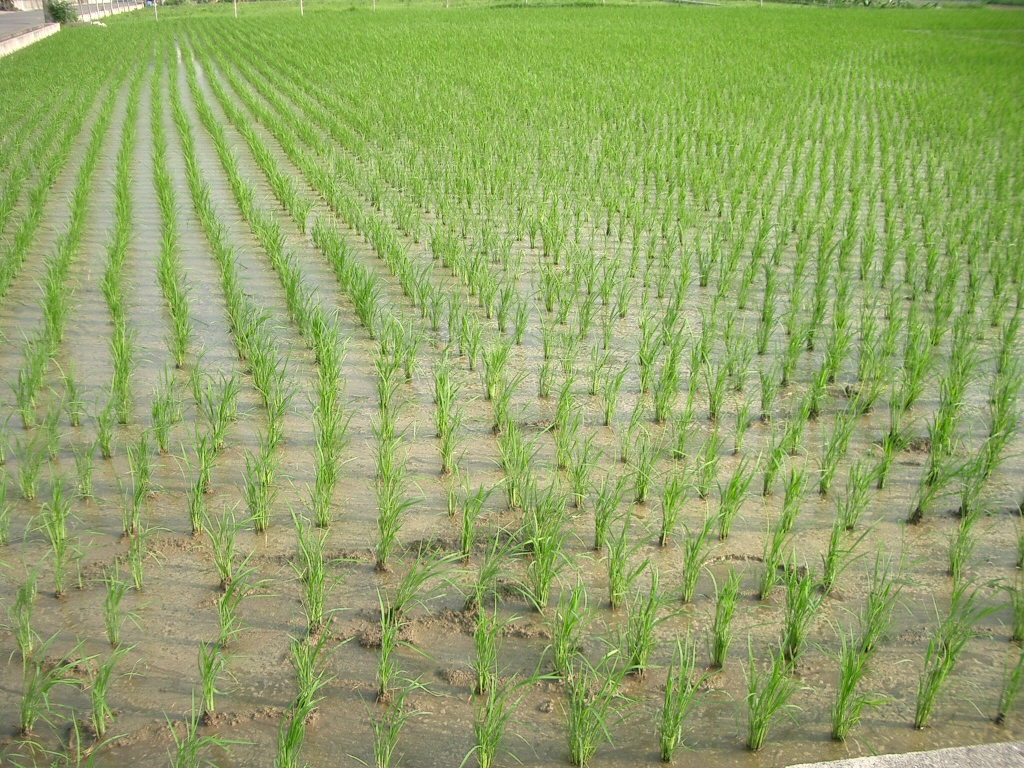
（初夏）田植え後の水田

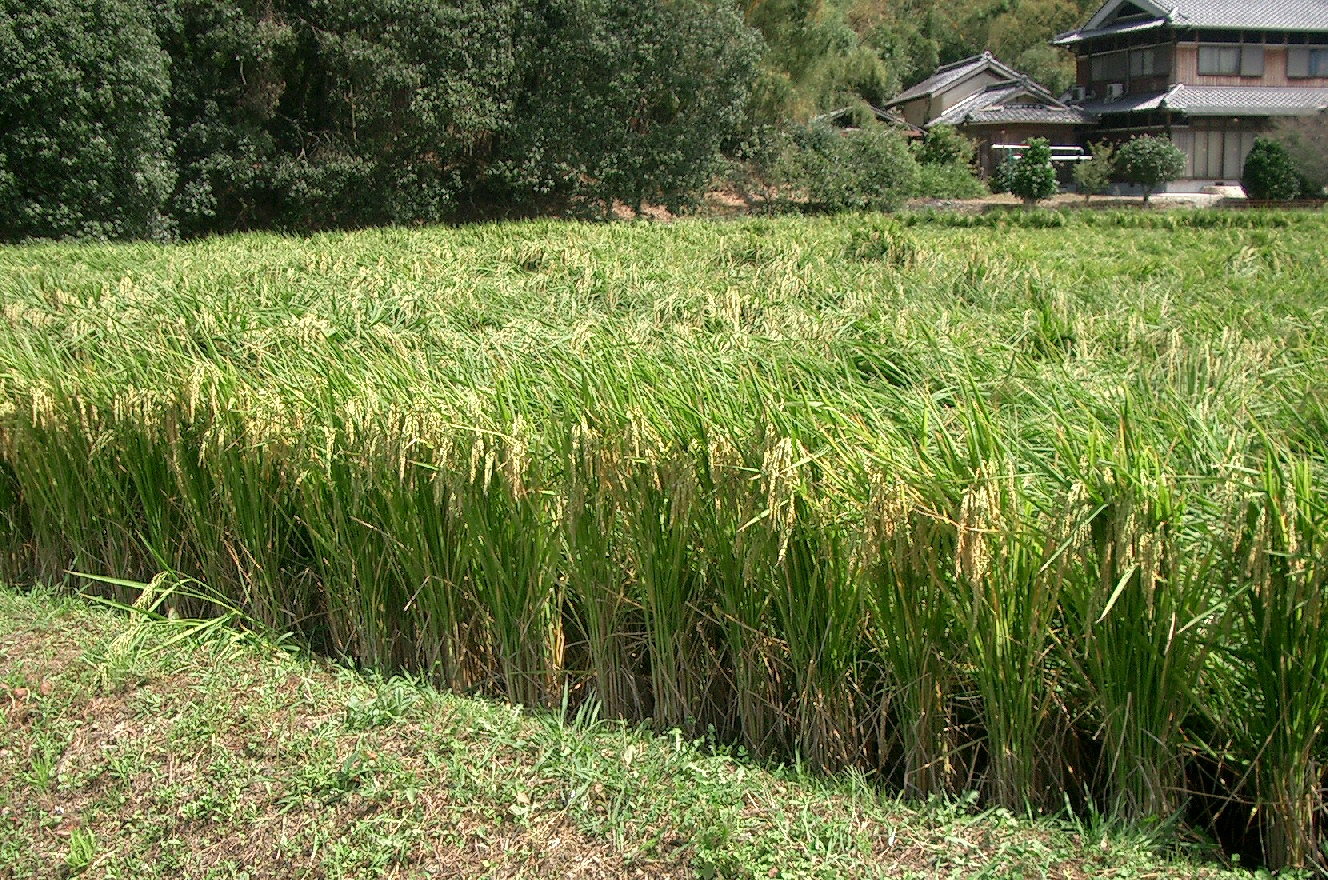
（秋）稲穂

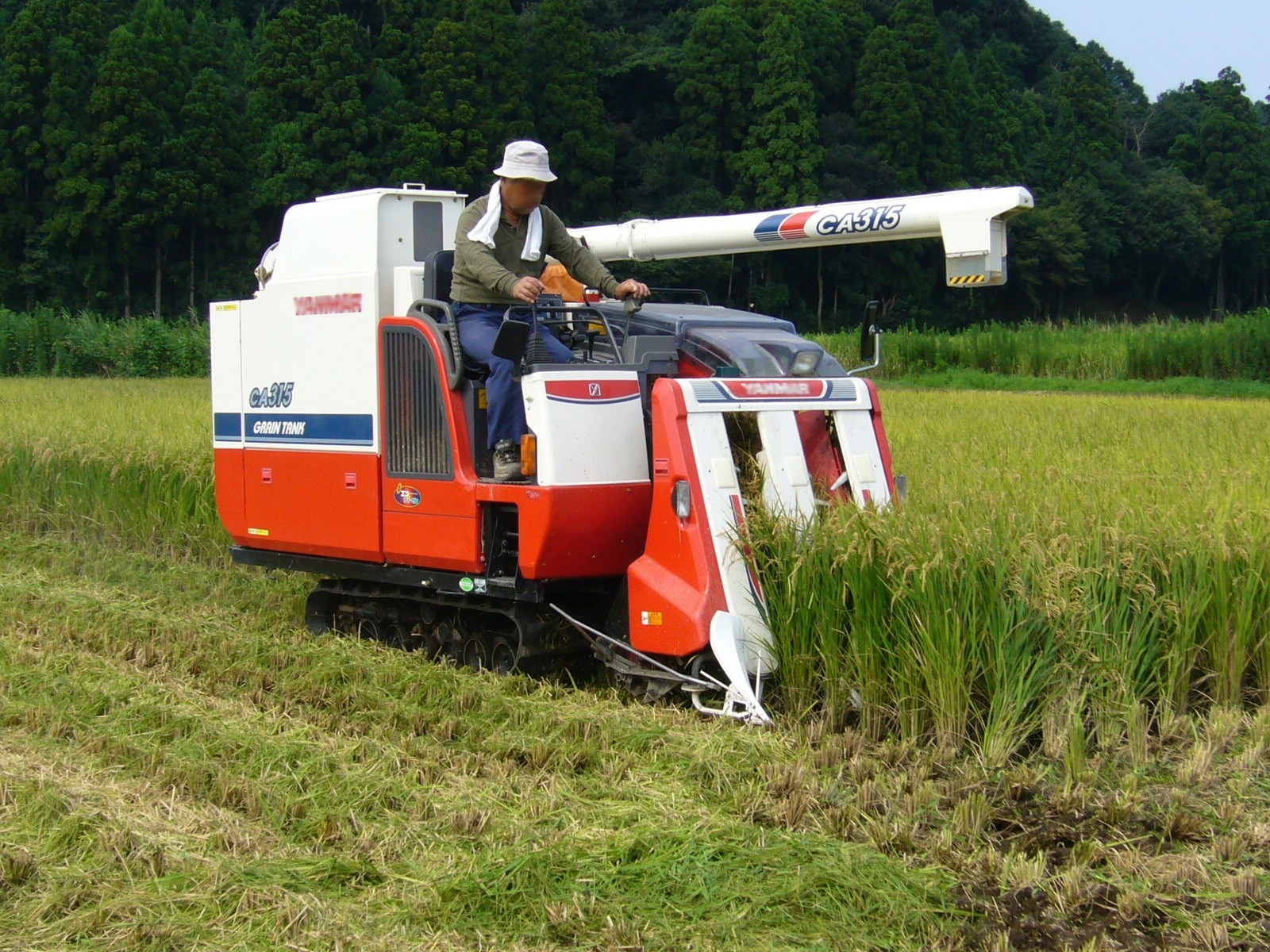
（秋）自脱型コンバインによる稲刈り

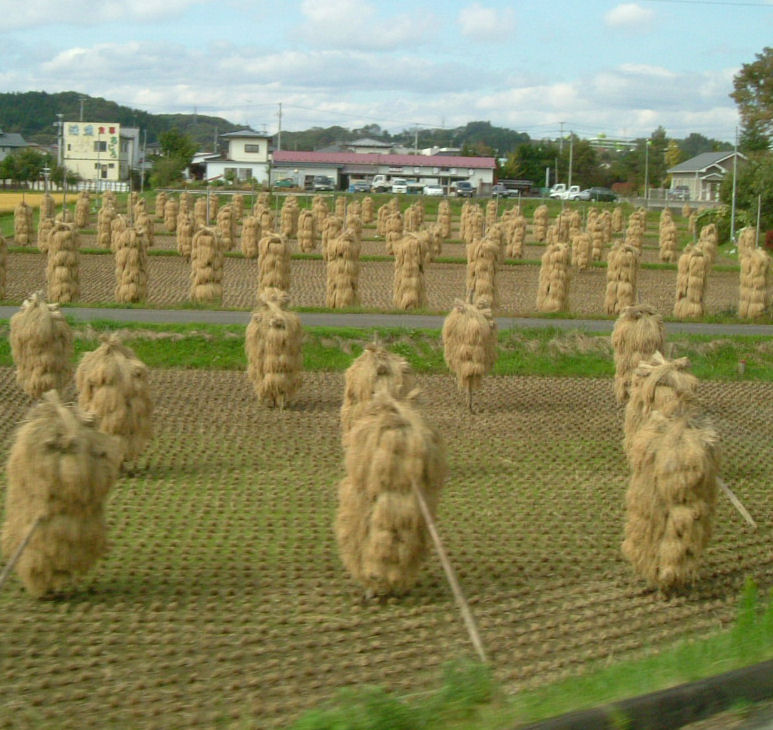
（秋）刈田と稲の天日干し（稲杭掛け）

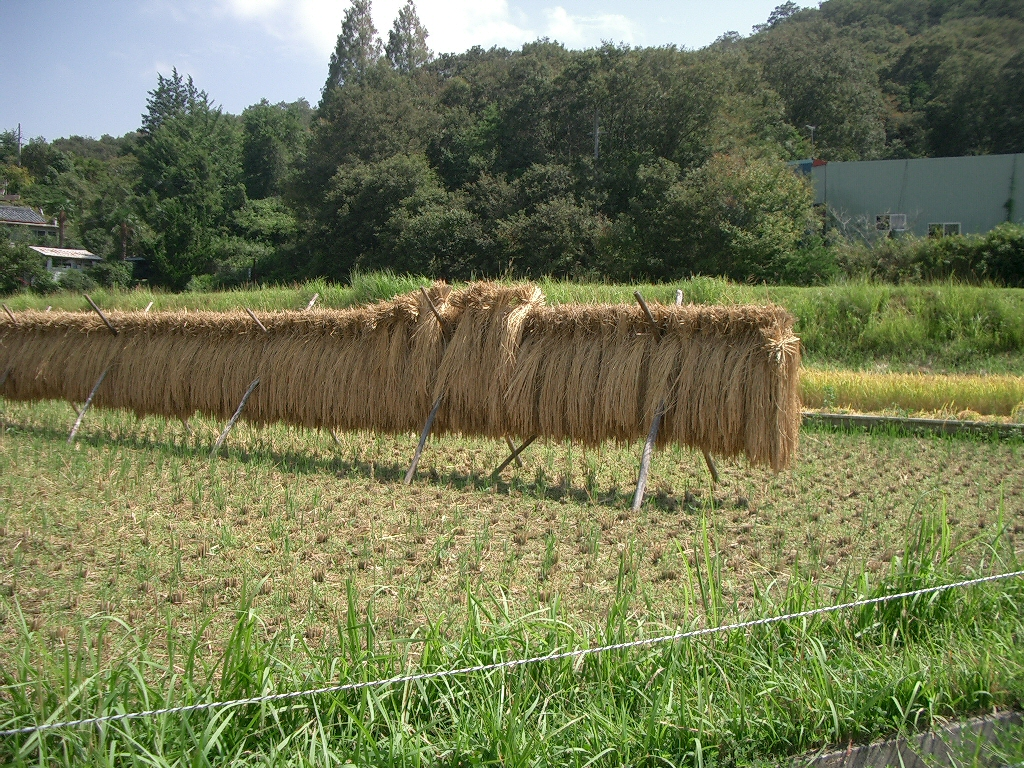
（秋）刈田と稲の天日干し（稲架掛け）

### 古くからの伝統的な方法
1. 田の土を砕いて緑肥などを鋤き込む（田起こし）。
2. 圃場に水を入れさらに細かく砕き田植えに備える（代掻き）。
3. 苗代（なわしろ/なえしろ）に稲の種・種籾（たねもみ）をまき、発芽させる（籾撒き）。
4. 苗代にてある程度育った稲を本田（圃場）に移植する（田植え）。※明治期以降は田植縄や田植枠（田植定規）などによって整然と植え付けがなされるようになった。
5. 定期的な雑草取り、肥料散布等を行う。
6. 稲が実ったら刈り取る（稲刈り）。
7. 稲木で天日干しにし乾燥させる。※稲架（馳）を使用したハセ掛け、棒杭を使用したホニオ掛けなど
8. 脱穀を行う（籾=もみにする）。
9. 籾摺り（もみすり）を行う（玄米にする）。
10. 精白（搗精）を行う（白米にする）。

### 現代の一般的な方法
1. まず、育苗箱に稲の種・種籾（たねもみ）まき、育苗器で発芽させる。
2. 次に、ビニールハウスに移して、ある程度まで大きく育てる。
3. トラクターにて、田の土を砕いて緑肥などを鋤き込む（田起こし）。
4. 圃場に水を入れ、トラクターにてさらに細かく砕き田植えに備える（代掻き）。小学生などの体験授業で代掻きの代わりに泥遊びをすることもある。この場合も、土は細かくなる。
5. 育った苗を、田植機（手押し又は乗用）で、本田に移植する（田植え）。
6. 定期的な雑草取り、農薬散布、肥料散布等を行う（専用の農業機械を使う）。
7. 稲が実ったら稲刈りと脱穀を同時に行うコンバインで刈り取る。
8. 通風型の乾燥機で乾燥する（水分量15%前後に仕上げるのが普通）。
9. 籾すり機で籾すりを行う（玄米）。
10. 精米機にかける（白米）。

- 上記方法が標準方法というわけではない。その中でも栽培に関しては、さまざまな方法がみられる。特に、1,2で述べられている育苗の方法は、地域や播種時期、品種、農家の育苗思想・主義などからきわめて多様である。例えば無農薬栽培法では除草剤を使用しないことがあるので、ノビエなどイネ科の雑草を手作業で除草しなくてはならなくなる。

### 生育段階
- 育苗期

1. 播種期
2. 出芽期
3. 緑化期：発芽器を使用しない、または発芽器から出した後にハウスなどで育苗・養生しない場合、緑化期はない
4. 硬化期

- 本田期

1. 移植期
2. 活着期
3. 分蘖期
4. 最高分蘖（げつ）期
5. 頴花分化期
6. 幼穂形成期
この時期は低温に弱く、やませの常襲地帯では深水管理が推奨されている。
7. 減数分裂期
花粉の基礎が形成される時期で、この時期にやませに遭うと障害型冷害が発生しやすい。
8. 穂孕み期
9. 出穂始期：圃場出穂割合10 - 20%
10. 出穂期（出穂盛期）：圃場出穂割合40 - 50%
11. 穂揃い期：圃場出穂割合80 - 90%
12. 開花期※稲は出穂しながら抽出した先端から順次開花をする
13. 乳熟期
この時期、猛烈な残暑に襲われると玄米の品質が低下する。
14. 黄熟期
15. 傾穂期
16. 登熟期（糊熟期）
17. 成熟期

### 日程の例（鳥取県地方の早期栽培）
| 4/2 - 5    | 発芽器で苗を発芽・育成（育成に3日間必要） 育てた苗は畑の小さいハウスに移動し、田植えまでそのまま育てる。 |
| 4/16       | 耕起（田起こし）。土を耕うん機で耕すこと。田には水は入れない。                                           |
| 4/17 - 29  | 荒かき。田に水を入れて土を耕うん機で耕す。                                                               |
| 4/30       | 代掻き。土をさらに細かくする。田植えの3 - 4日前に実施。                                                  |
| 5/3,4,5    | 田植え。田植え機使用による機械移植。                                                                     |
| 5/7        | 除草剤振り1回目。田植え後1週間以内に実施。                                                               |
| 5/13       | 追肥。田植え後10日以内に実施。稲の元気が出るため。                                                       |
| 5/28       | 除草剤振り2回目。田植え後25日以内に実施。 草刈。                                                         |
| 6月        | 防除（=カメムシ、イモチなど病害虫の駆除）1回目。出穂前に実施。 防除2回目。出穂後の穂ぞろい期に実施。     |
| 7/23 - 8/6 | 穂肥（ほごえ）のための肥料まき1回目。                                                                    |
| 8/13       | ↑ 2回目                                                                                                  |
| 9/2,3      | 稲刈り。                                                                                                 |

### 不耕起栽培
省力化を主な目的とした水田や畑を耕さないまま農作物を栽培する農法である。

#### 冬季代かきによる方法例
生産コスト低減と収量安定を目的とした栽培方法。普及段階の栽培方法で、「耕作者による差や地域差を抑え平均した生育・収量が期待できる」として期待されているが、地域の利水権、水利慣行など導入に際し解決すべき問題も多い。
1. 12月 - 翌年3月に代掻きをし、水が澄むのをまって水を落とす。
2. 圃場が固くなってから、溝に直接肥料と種籾を播く。
3. 2 - 3葉期を過ぎたら水を張る。
4. 必要に応じ、中干しを行う。

#### 米ヌカを播く方法例
1. 1月に米ヌカをまいて、水を溜める（湛水）。
2. 3 - 4月に一旦水を抜き、耕す（但し、状態によっては不要）。
3. 再度湛水し、田植え。
4. 必要に応じ、中干しを行う。
5. 稲刈り後、湛水（冬期湛水）。

## 稲作と文化
稲作文化は稲を生産するための農耕技術から稲の食文化、稲作に関わる儀礼祭祀など様々な要素で構成されている。
農耕技術では稲作のための農具や収穫具、動物を用いた畜力利用や、水田の形態、田植えや施肥などの栽培技術、虫追いや鳥追い、カカシなど鳥獣避けの文化も存在する。また、穂刈したあとの藁は様々な用途があり、藁細工や信仰とも関わりが深い。食文化では粥や強飯、餅やちまきなど多様な食べ方・調理法が存在した。また、高倉などの貯蔵法や、醸造して酒にするなど幅広い利用が行われていた。水田の光景は、日本の伝統的文化の1つといえ、日本人と稲作の深い関わりを示すものとして、田遊び・田植・田植踊・御田祭・御田植・御田舞等、豊作を祈るための多くの予祝儀式・収穫祭・民俗芸能が伝承されている。
宮中祭祀においても天皇が皇居の御田で収穫された稲穂を天照大神（アマテラスオオミカミ）に捧げ、その年の収穫に感謝する新嘗祭がおこなわれている。天皇徳仁は、皇居内生物学研究所などで、水稲手蒔き、田植え、稲刈りをみずからおこなっている（宮内庁サイト）。尚、漢字の「年」は、元々は「秊」（禾 / 千）と表記された字で、部首に「禾」が入っている点からも解るように、稲を栽培する周期を1年に見立てていた。

## 気候変動による稲作への影響
気候変動による稲作への影響予測は様々である。2017年のある研究は、気温変化だけで米の世界収量は1℃温暖化ごとに3.2%減少するとした一方で、同年でも別の研究は温暖化初期には米の生産が増加し、約3℃の温暖化（2091〜2100年、1850〜1900年比）で頭打ちになるとした。
降水量変化やCO₂施肥効果などの要因を加味すると予測はより複雑になる。2021年時点で米の世界収量に関する予測は、小麦やトウモロコシと比較して一貫性が低く、統計的に有意な傾向を把握することが難しかった。2022年の報告では東アジアにおける気候変動の影響は正の効果をもたらしていたが:728 、2023年の研究は豪雨増加だけで中国は今世紀末までに最大8%の米収量を失う可能性があるとした。イタリアではアルボリオ種およびカルナローリ種といったリゾット用米が、21世紀に入ってから干ばつの影響で不作に見舞われている。
気候変動の影響は地理的位置や社会経済的背景によって異なる。例えば20世紀後半の気温上昇と太陽放射の減少は、アジア7か国の200農場で米の収量を10〜20%減少させた。この原因としては夜間呼吸の増加が指摘されている。国際稲研究所は、地球平均気温が1℃上昇するごとにアジアの米収量が約20%減少すると予測している。また開花中に1時間以上35℃以上の気温にさらされると、稲は穂が実らなくなり収穫が不可能となる。

## 稲作による地球環境への影響

### 水田稲作農耕のもつ高い持続性
水田稲作農耕がその地の環境に与える負荷は限定的である。数千年間にわたって東アジア・東南アジアの各地で水田稲作農耕が行われてきているが、農地が耕作不能になった例はあまり知られていない。麦作が引き起こしてきた土壌破壊の歴史と比べて注目に値する。
水田環境は、1000種を超える生物多様性を擁する「時空間的に安定した一時的湿地あるいは水辺」ととらえることができ、代替的自然としての高い持続性・安定性を評価できる。

### 水田からのメタンガス発生
一方、日本国内であまり認識されていない問題が水田耕作に伴うメタンガスの発生である。これは水田米食文化の東アジアを中心とした世界的大問題であり、2020年のプロジェクト ドローダウンでも気候変動に対して世界規模で実施すべき100項目（食料生産のみならずエネルギー、建設、運輸などすべての分野を含む）の対策課題中優先度28位とされている。水田は人工湿地でありClimate TRACEによる2023年の見積もりでは世界で2710万トンのメタンを排出した。日本はそのうち101万トンを排出し世界第8位の稲作メタン排出国となっている。（Sector: Agriculture>Rice cultivation, Select region: All countries or Japan, in ）。日本の稲作によるメタン排出量は平成20－21年の日本では二酸化炭素換算量で年間約557万トンと推定された。これは2023年までに知られた中で世界最大の天然メタンガスの漏出（13万トン）の1.5倍もの量である。557万トンを当時の国内米生産高813万トンで割ると、１万トン当たり米の生産に伴うメタンの二酸化炭素換算排出量は6851トンにもなる。
これを輸入小麦の重量あたりの換算二酸化炭素排出量と比較する。2017～2021年の日本の輸入小麦平均流通量は482万トンであり、その輸入先内訳はアメリカ（40.3%）・カナダ（35.2%）・オーストラリア（24.4%）であった。これら小麦の生産で排出される二酸化炭素は、小麦1トンあたり205キログラム（=1万トンあたり2050トン、アメリカ産で計算）と見積もられている。この小麦を日本まで輸送する際の二酸化炭素排出量（フードマイレージ）は海外輸送二酸化炭素計算ツールで見積もることができる。アメリカとカナダからの輸入はシカゴから東京、オーストラリアからの輸入はシドニーから東京までの距離で鉄道と船舶で運送した場合について計算すると、貨物1トンあたりの二酸化炭素排出量は前者は0.24トン、後者は0.07トンであり、これより小麦482万トン（アメリカ・カナダから76%＝366.3万トン、オーストラリアから24%＝115.7万トン）の日本輸入にかかる二酸化炭素排出量を算出すると 960144トン二酸化炭素である。したがって１万トン当たり小麦の国際輸入による二酸化炭素は1992トンであり、生産と輸入を合計すると小麦1万トンあたり4042トンとなる。言うまでもないが国内産小麦では国際輸入にかかる分はゼロである。
したがって水田米の国内稲作に伴う換算二酸化炭素は、水稲耕作や国内輸送にともなう二酸化炭素排出を含めずメタンガス発生だけでも輸入小麦の6851/ 4042＝1.7倍にも達する。重量あたりカロリーは米と小麦でほぼ同じなのでカロリーベースで比較しても、国内産米食は輸入小麦食と比べてさえも少なくとも約２倍の地球温暖化負荷をかけているのが現実である。以上の理由から水田からのメタンガス排出対策は農林水産省でも積極的な支援を行っている。